# LIM-49 Nike Zeus

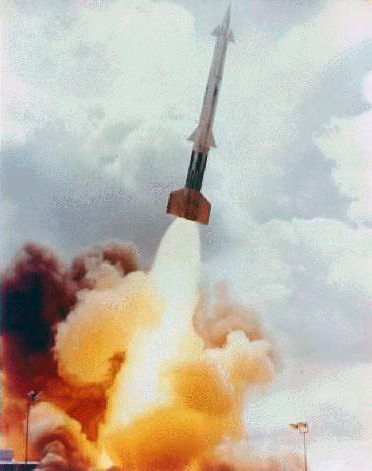
Nike Zeus B.

Le Nike Zeus est un système de missiles antibalistiques mis au point par l'armée américaine à la fin des années 1950 et au début des années 1960, visant à détruire les missiles balistiques intercontinentaux (ICBM) soviétiques avant qu'ils ne puissent frapper des cibles aux États-Unis.
Il est conçu par l'équipe Nike des Laboratoires Bell et est initialement basé sur le missile surface-air MIM-14 Nike Hercules. Zeus A, l'original qui porte l'identifiant XLIM-49, est conçu pour intercepter les ogives dans la haute atmosphère, emportant une ogive nucléaire W31 de 25 kilotonnes comme garantie de succès. Au cours du développement, son rôle est grandement élargi et il en résulte une conception totalement nouvelle, Zeus B, destiné à intercepter les missiles sur une zone beaucoup plus vaste, avec une ogive nucléaire W50 de 400 kilotonnes.
Dans plusieurs essais réussis, le modèle B s'avère en mesure d'intercepter des missiles et même des satellites.
La nature de la menace stratégique change fortement pendant la période de développement du Zeus. À l'origine, une défense antimissile à l'échelle nationale est réalisable, quoique onéreuse, puisque la menace est constituée de quelques douzaines d'ICBM. En 1957, des inquiétudes grandissantes sur la possibilité d'une attaque surprise soviétique conduisent à repositionner le programme sur la défense des bases de bombardiers du Strategic Air Command, afin de permettre le maintien de la possibilité d'une frappe de représailles. Mais quand les Soviétiques affirment construire des centaines de missiles, les États-Unis sont confrontés au problème de construire suffisamment de missiles Zeus pour les contrer. L'armée de l'air (US Air Force) propose de mettre fin à l'écart entre missiles américains et missiles soviétiques (le "Missile Gap") en fabriquant plus d'exemplaires de ses propres missiles. De plus, l'apparition de problèmes techniques suggère que le Zeus disposerait d'une capacité limitée contre une attaque sophistiquée.
Le système est l'objet d'une rivalité intense entre services tout au long de son existence. Lorsque la défense contre les missiles balistiques (ABM) est attribuée à l'armée de Terre (United States Army) en 1958, l'US Air Force commence une longue série de critiques concernant le Zeus, aussi bien dans les milieux de la défense que dans la presse. L'US Army réplique avec les mêmes moyens, en faisant publier des pages entières de publicité en faveur du Zeus dans des journaux d'information populaires à grand tirage. De plus, ce service passe des contrats de développement dans de nombreux États, afin de réunir un soutien politique maximum. Au fur et à mesure que le déploiement du Zeus approche au début des années 1960, le débat se transforme en un problème politique majeur. La question devient finalement de déterminer si se procurer un système doté d'une efficacité limitée vaut mieux que d'en être dépourvu.
La décision de poursuivre ou non le projet revient finalement au président John F. Kennedy. Celui-ci est impressionné par l'incertitude entourant le système ABM et en 1963 le ministre de la Défense Robert McNamara parvient à le convaincre d'annuler le programme Zeus.
MacNamara utilise les crédits libérés par l'annulation du Zeus pour financer de nouveaux concepts de systèmes de défense antimissiles. Le concept Nike-X, envisagé par l'ARPA, est ainsi sélectionné ; il est censé résoudre les divers problèmes du Zeus en utilisant un missile extrêmement rapide, le Sprint, de même que des systèmes de radars et d'ordinateurs fortement améliorés.
Le site d'essai du Zeus construit à Kwajalein est brièvement utilisé comme arme antisatellite.

## Histoire

### Premières études
La première étude sérieuse menée par l'armée de l'air américaine (appelée United States Army Air Forces à l'époque) sur la faisabilité de l'interception des missiles balistiques par d'autres missiles remonte à 1946, quand deux contrats (projet Wizard et projet Thumper) sont attribués pour évaluer la possibilité d'abattre des missiles de type V-2. Ces projets permettent d'identifier le problème principal, qui est celui de la détection : la cible, lancée depuis des centaines de kilomètres, peut provenir de toutes les directions et atteindre son objectif en seulement 5 minutes. Les systèmes de radars existants ont des difficultés à repérer le lancement du missile à ces distances, et même si un radar a détecté le missile, les dispositifs de commande et de contrôle disponibles sont confrontés à des difficultés sérieuses pour transmettre cette information à une batterie dans des délais permettant à celle-ci d'attaquer. La tâche apparaît impossible à cette époque.
Toutefois, ces résultats permettent aussi de constater que le système pourrait fonctionner contre des missiles à plus longue portée. Bien que ceux-ci se déplacent à des vitesses très élevées, la plus haute altitude de leur trajectoire rend plus simple la détection, et les délais de vol plus long fournissent plus de temps pour se préparer. C'est pourquoi les deux projets sont pérennisés et transférés à l'US Air Force lorsque ce service est séparé de l'US Army en 1947. L'US Air Force fait face à des contraintes budgétaires significatives et annule le projet Thumper en 1949 afin de dégager des fonds pour continuer ses efforts de mise au point du missile sol-air GAPA. L'année suivante les crédits consacrés au projet Wizard sont aussi transférés au projet GAPA afin de développer un nouveau modèle de missile sol-air (SAM) à longue portée, ce qui donnera naissance une décennie plus tard au CIM-10 Bomarc. Les recherches menées par l'US Air Force dans le domaine de la défense contre les missiles balistiques prennent fin.

### Nike II

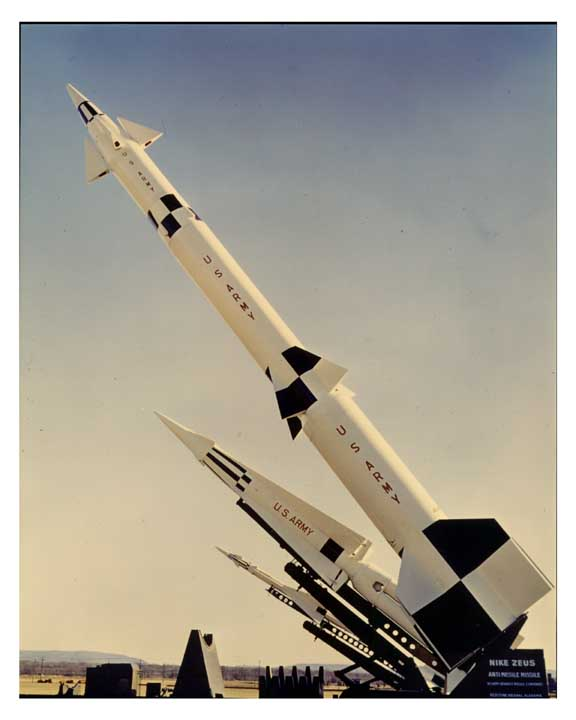
La famille de missiles Nike, avec le Zeus B devant le Hercule et le Ajax.

Au début des années 1950, l'armée américaine est fortement impliquée dans le domaine des missiles surface-air, avec ses projets de missile Nike et Nike B. Ces projets sont dirigés par les laboratoires Bell, en coopération avec la société Douglas.
L'armée prend contact avec l'Operations Research Office (ORO) de l'université Johns Hopkins afin d'évaluer la possibilité d'abattre des missiles balistiques avec un système de type Nike. L'ORO met trois ans pour achever un rapport exhaustif, intitulé The Defense of the United States Against Aircraft and Missiles. Par ailleurs, les militaires prennent contact en février 1955 avec la société Bell, et au mois de mars un contrat est conclu avec l'équipe Bell responsable du Nike pour étudier en détail le problème sous le nom de Nike II.
La première partie de l'étude menée par Bell est transmise à l'arsenal Redstone - dépendant de l'Army Ordnance department - le 2 décembre 1955. Ce rapport prend en compte toutes les menaces possibles, y compris les avions à réaction existants, les futurs avions motorisés avec des statoréacteurs pouvant atteindre une vitesse de 5 600 kilomètres par heure, les missiles à courte portée de type V-2 volant à une vitesse comparable, et un véhicule de rentrée d'ICBM se déplaçant à 26 000 kilomètres par heure. Le rapport suggère qu'un même missile peut affronter toutes ces menaces à condition d'utiliser selon les besoins deux types d'étages supérieurs : un étage muni d'ailettes lorsque le missile est utilisé dans l'atmosphère contre des avions, un étage muni d'ailettes rudimentaires et d'un dispositif d'orientation de poussée pour une utilisation au-dessus de l'atmosphère contre les missiles.
En ce qui concerne le problème posé par les ICBM, le rapport souligne que le système ne sera intéressant qu'à la condition de disposer d'une efficacité située entre 95 % et 100 %. Le rapport envisage des attaques contre les véhicules de rentrée alors que le missile se trouve à mi-chemin, lorsqu'il atteint le plus haut point de sa trajectoire et se déplace à sa vitesse la plus lente. Des limitations pratiques éliminent toutefois cette possibilité, puisqu'elle nécessite le lancement de l'ABM au même moment que celui de l'ICBM afin que la rencontre ait lieu à mi-parcours, et les rédacteurs du rapport ne trouvent pas de solutions pour réaliser cette condition. Travailler sur des distances beaucoup plus courtes, pendant la phase terminale, semble la seule solution possible.
Bell adresse une étude supplémentaire le 4 janvier 1956, qui démontre la nécessité d'intercepter les ogives entrantes à une altitude de 160 kilomètres et souligne que ceci se trouve dans les possibilités d'une version modernisée du missile Nike B. Étant donné la vitesse terminale du véhicule de rentrée (8 kilomètres par seconde, soit 29 000 kilomètres par heure), combinée avec le temps nécessaire au missile intercepteur pour grimper à l'altitude du véhicule de rentrée, le système exige que le véhicule de rentrée soit initialement détecté à une distance de 1 600 kilomètres. Du fait de la taille relativement réduite du véhicule de rentrée et de sa signature radar limitée, des radars extrêmement puissants sont indispensables.
Afin d'assurer la destruction du véhicule de rentrée, ou au moins de rendre l'ogive qu'il contient inutilisable, l'ogive nucléaire W31 doit exploser à courte distance (quelques centaines de mètres) du véhicule de rentrée. Étant donné la résolution angulaire des radars de l'époque, cette condition limite la portée d'une manière significative. Bell envisage l'installation d'un radar actif dans le missile intercepteur afin d'améliorer sa précision durant son vol vers le véhicule de rentrée, mais cette solution s'avère finalement impossible à mettre en œuvre en raison de la taille trop grande du radar. Un système de téléguidage analogue à celui des premiers Nike semble la seule solution.
L'intercepteur perd de la manœuvrabilité durant sa sortie de l'atmosphère, à mesure que ses surfaces aérodynamiques deviennent moins efficaces ; il faut donc qu'il soit dirigé sur son objectif le plus rapidement possible, avec une mise au point mineure en fin d'engagement. Ceci exige que le parcours de l'intercepteur et de son ogive soient déterminés très rapidement. De nouveaux ordinateurs et de nouveaux radars de poursuite, disposant de vitesses de traitement beaucoup plus élevées que les systèmes utilisés sur les Nike plus anciens, sont donc indispensables. Bell souligne que son transistor offre la solution au problème de traitement des données.
Après avoir réalisé 50 000 interceptions simulées sur des calculateurs analogiques, Bell produit un rapport final sur le concept en octobre 1956, dans lequel il est précisé que le système se trouve à la pointe du progrès. Une note du 13 novembre 1956 attribue de nouveaux noms à toute la série des Nike ; le premier Nike devient le Nike Ajax, le Nike B devient le Nike Hercule et le Nike II devient le Nike Zeus.

### Armée de terre (Army) contre Armée de l'air (Air Force)
L'US Army et l'US Air Force s'opposaient au sujet des systèmes de missiles depuis leur séparation en 1947. L'Army considérait que les missiles surface-surface (SMM) constituaient une extension de l'artillerie conventionnelle et que les missiles surface-air étaient la version moderne de l'artillerie antiaérienne. L'Air Force considérait pour sa part que le SSM nucléaire constituait une extension de son rôle de bombardement stratégique et que tout système antiaérien à longue portée relevait de son domaine puisqu'il serait intégré dans sa flotte de chasseurs. Les deux branches des forces armées américaines développaient concurremment des missiles répondant à ces deux rôles, ce qui se traduisait par un gaspillage des ressources.
Au milieu des années 1950, certains de ces projets avaient été développés uniquement dans le but de répliquer à des projets émanant de l'autre service. Quand le missile Hercule de l'Army commença à être déployé, l'Air Force affirma qu'il était inférieur à son missile Bomarc et "incapable de protéger le pays".
Quand l'Army débuta le développement du missile Jupiter, l'Air Force répliqua en initiant son propre IRBM, le Thor. Et quand l'Army annonça le Nike II, l'Air Force réactiva le projet Wizard, cette fois sous la forme d'un système anti-ICBM doté de performances beaucoup plus grandes que le Zeus.
Dans un mémorandum du 26 novembre 1956, le ministre de la défense des États-Unis Charles Erwin Wilson tenta de mettre fin au conflit et de prévenir la duplication des efforts. Sa solution était de limiter la compétence de l'Army aux armes disposant d'une portée de 320 kilomètres, cette portée étant réduite à 160 kilomètres pour les armes anti-aériennes. Le mémorandum instituait également des limites aux opérations aériennes de l'Army, en réduisant fortement la masse des aéronefs qu'elle pouvait utiliser. Dans une certaine mesure ces décisions ne faisaient que formaliser ce qui était déjà largement pratiqué ; toutefois, le Jupiter se trouvait au-delà des limites imposées par le mémorandum et l'Army fut obligée de le transférer à l'Air Force.
Le résultat fut un autre cycle de disputes entre les deux services. Le Jupiter avait été conçu comme une arme très précise capable d'attaquer les bases militaires soviétiques en Europe, alors que le Thor ne disposait que d'une précision de plusieurs kilomètres, puisqu'il avait été conçu pour attaquer des villes soviétiques. En perdant le Jupiter, l'Army était éliminée de tout rôle offensif stratégique. En retour, l'Air Force affirma que le Zeus disposait d'une portée trop importante et que le développement des ABM devait se concentrer sur le projet Wizard. Mais le transfert du Jupiter signifiait que le Zeus était maintenant le seul programme stratégique réalisé par l'Army, et son annulation aurait signifié "virtuellement l'abandon à un moment ou à un autre de la défense de l'Amérique à l'US Air Force".

### Le rapport Gaither

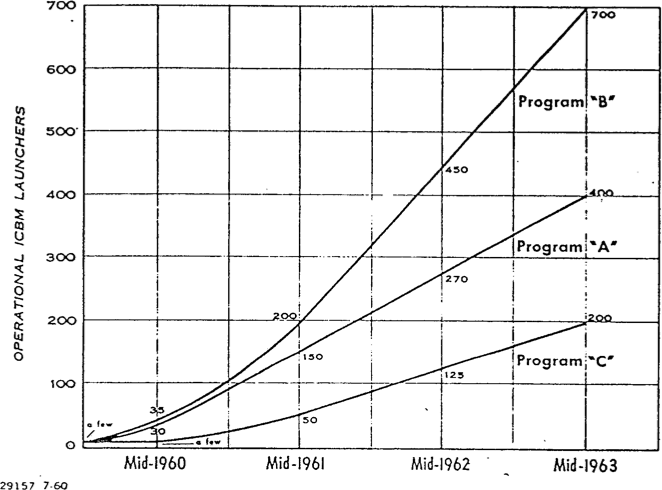
Nombre prévu d'ICBM soviétiques (étude de juin 1960). Programme A: CIA, B: USAF, C: Army & Navy. Le nombre réel en 1960 était quatre.

Au mois de mai 1957, Eisenhower charge le président du comité scientifique consultatif (Science Advisory Committee) d'établir un rapport sur l'efficacité potentielle d'abris antiatomiques et d'autres moyens de protéger la population américaine dans l'éventualité d'une guerre nucléaire. Présidé par Horace Rowan Gaither, le comité achève son étude au mois de septembre et la publie officiellement le 7 novembre sous le titre "Deterrence & Survival in the Nuclear Age", mais elle est connue aujourd'hui sous le nom de Rapport Gaither. Après avoir attribué une politique expansionniste à l'Union soviétique et indiqué que les Soviétiques développent leurs forces armées plus fortement que les États-Unis, le rapport signale qu'un écart significatif dans les capacités militaires est à attendre à la fin des années 1950.
Pendant la phase de préparation du rapport, les Soviétiques lancent au mois d'août 1957 leur ICBM R-7 Semyorka (SS-6), puis avec succès Spoutnik 1 en octobre. Durant les mois qui suivent, une série de notes émanant des services de renseignement mettent en avant des estimations toujours plus élevées de la force soviétique de missiles. Ainsi, une note du mois de décembre 1957 (National Intelligence Estimate -NIE- 11-10-57) affirme que les Soviétiques disposeraient peut-être de 10 prototypes de missiles en service au milieu de l'année 1958. Mais après la déclaration de Nikita Khrouchtchev selon laquelle l'URSS les fabrique "comme des saucisses", les nombres commencent à gonfler rapidement. La note NIE 11-5-58, publiée en août 1958, souligne qu'il y aurait 100 ICBM en service en 1960, et 500 en 1961 ou 1962 au plus tard.
Comme les notes NIE confirment l'existence de l'écart que Gaither avait prédit, une quasi-panique balaye les cercles militaires. En réponse, les États-Unis accélèrent leurs propres efforts en matière d'ICBM, lesquels sont centrés sur le SM-65 Atlas. Ces missiles seront moins susceptibles d'être attaqués que la flotte de bombardiers existante, notamment leurs futures versions lancées à partir de silos souterrains. Mais la réalisation en urgence du programme Atlas ne pouvait permettre à elle seule de réduire l'écart de missiles. Une note NIE rédigée à la fin années 1950 précise que les Soviétiques disposeraient de largement plus d'ICBM que les États-Unis entre 1959 et 1963, époque à laquelle la production américaine permettrait finalement de rattraper l'écart.
Même avec seulement quelques centaines de missiles, les Soviétiques pourraient se permettre de cibler chaque base de bombardiers américaine. Comme il n'existait pas de système d'alerte, une attaque surprise pourrait détruire au sol un nombre significatif de bombardiers. Les États-Unis disposeraient certes toujours de leurs bombardiers en vol ainsi que de leur petite flotte d'ICBM, mais l'Union soviétique aurait son entière flotte de bombardiers ainsi que ses missiles encore non utilisés, ce qui lui procurerait un avantage stratégique massif. Pour que cette situation ne puisse pas se produire, le Rapport demande l'installation de défenses actives sur les bases du Strategic Air Command, composées dans un premier temps de missiles Hercules puis d'un ABM à partir de 1959, ainsi que de radars capables de détecter à distance les missiles balistiques afin de permettre aux avions en alerte de décoller avant que les missiles n'atteignent les bases. Comme même le Zeus arriverait trop tard pour assurer cette mission avant 1963, l'utilisation comme ABM de transition d'un Hercule modifié ou d'une version terrestre du RIM-8 Talos de la Navy est envisagée.

### Zeus B

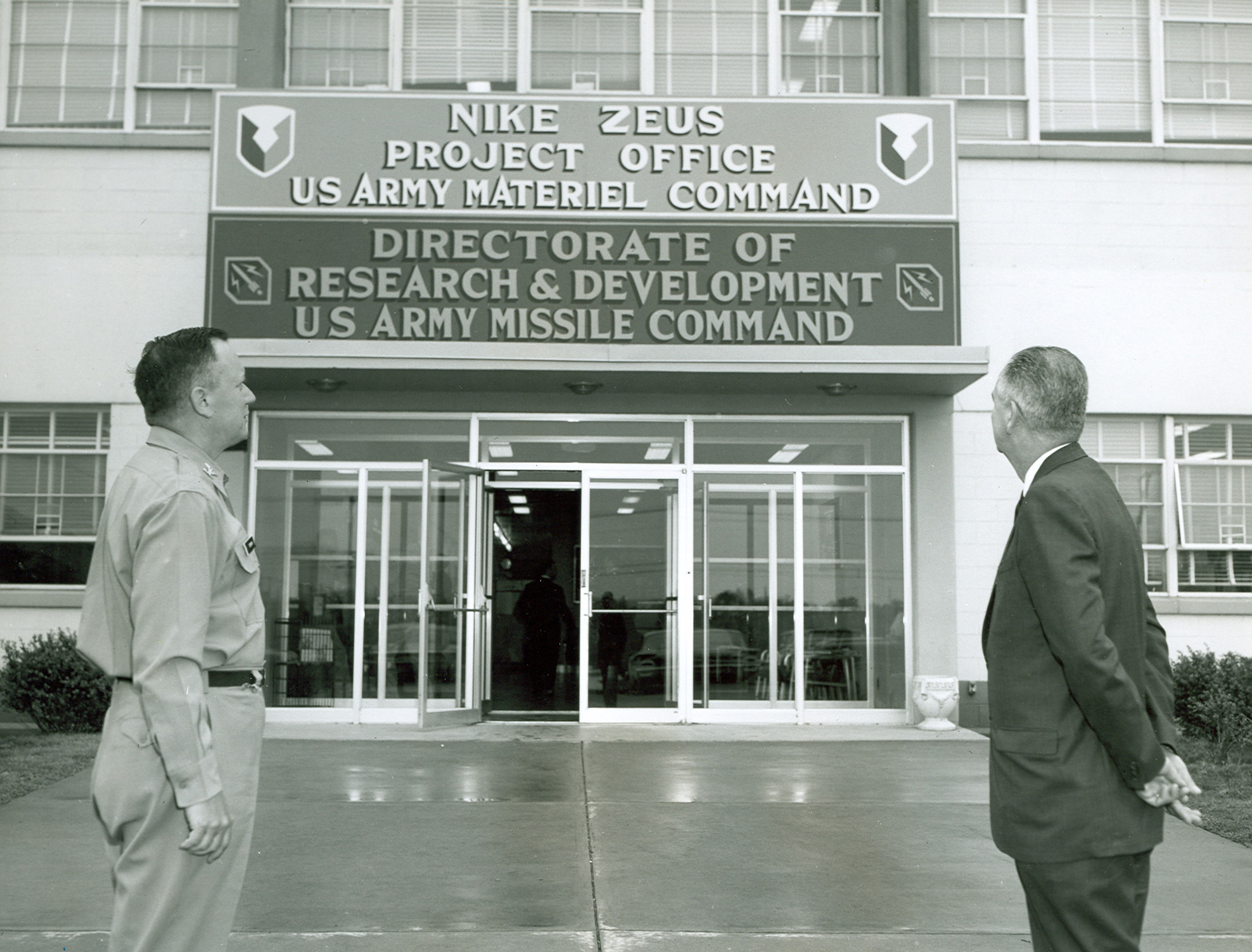
Le bureau de projet au Redstone Arsenal mena les premières réflexions sur le Nike.

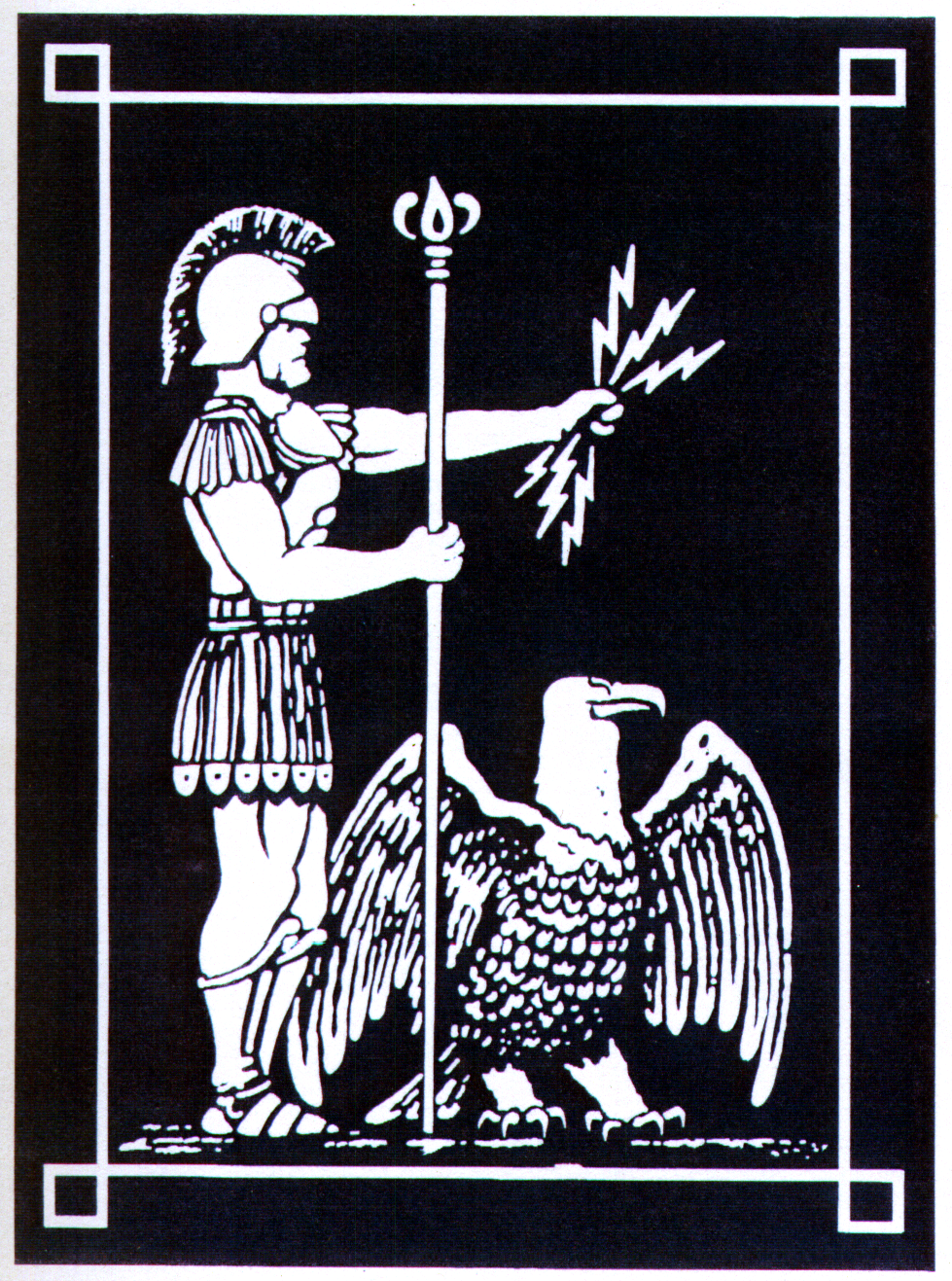
Le bureau de projet adopta cet emblème, où figure Zeus en soldat romain protégeant l'aigle américain.

La société Douglas Aircraft avait été sélectionnée pour construire les missiles du programme Zeus, appelé DM-15 chez Douglas. Les Zeus étaient essentiellement des Hercules améliorés, puisqu'ils disposaient d'un seul booster puissant à la place du groupe de quatre boosters plus petits qui équipaient le Hercule. Les interceptions pouvaient se produire aux limites des critères définis par le ministre de la défense Wilson, à savoir une distance et une altitude d'environ 160 kilomètres. Les tirs des prototypes étaient prévus en 1959. Pour assurer plus rapidement la mise en service d'un système anti-missile, il avait pendant un temps été envisagé d'utiliser provisoirement un dispositif basé sur le missile Hercule ; ce projet a toutefois été abandonné, de même que la possibilité d'attribuer des capacités anti-aériennes au missile.
Charles Wilson manifesta son intention de quitter ses fonctions au début de l'année 1957, et Eisenhower commença donc à lui chercher un remplaçant. À l'occasion de son dernier entretien, survenu seulement quatre jours après le vol de Spoutnik, Wilson dit à Eisenhower que "l'armée de terre et l'armée de l'air s'opposent de plus en plus au sujet du missile anti-missile". Le nouveau ministre de la défense, Neil MacElroy, prit ses fonctions le 9 octobre 1957. Mac Elroy avait auparavant été président de Procter & Gamble et était connu pour l'invention du concept de gestion des marques et de différentiation des produits. Il disposait de peu d'expérience dans le domaine de l'administration fédérale et le lancement de Spoutnik lui laissa peu de temps pour s'habituer à son nouvel environnement.
Peu après son entrée en fonctions, MacElroy forma un groupe de discussion afin de réfléchir aux problèmes posés par les ABM. Le groupe examina les projets de l'Army et de l'Air Force et conclut que le programme Zeus était considérablement plus avancé que le programme Wizard. Mac Elroy demanda à l'Air Force de cesser ses activités relatives aux missiles ABM et d'utiliser les financements auparavant consacrés au programme Wizard pour développer les radars à longue portée nécessaires aux alertes précoces et au repérage des raids aériens. Ces radars étaient déjà en développement sous le nom de réseau BMEWS. L'Army reçut la mission de détruire les ogives et Mac Elroy lui donna carte blanche pour développer le système ABM qu'elle estimerait nécessaire, sans contraintes de portée.
L'équipe conçut un missile beaucoup plus gros avec un fuselage supérieur très élargi et trois étages, ce qui doublait la masse au lancement. Cette version disposait d'une portée étendue, avec des interceptions pouvant intervenir jusqu'à 320 kilomètres de distance et 160 kilomètres en altitude. Un booster encore plus volumineux propulsait le missile à des vitesses hypersoniques alors même qu'il se trouvait encore dans la basse atmosphère, ce qui imposait de recouvrir complètement le fuselage du missile d'un bouclier thermique ablatif phénolique, afin d'empêcher la structure de fondre. Un autre changement consistait à combiner les contrôles aérodynamiques utilisés pour le pilotage dans la basse atmosphère avec des moteurs à poussée vectorielle, utilisant un seul ensemble d'aubes mobiles pour les deux rôles.
Le nouveau DM-15B Nike Zeus B (le modèle précédent devenant rétroactivement le A) reçut une autorisation de développement le 16 janvier 1958, et le même jour l'Air Force reçut officiellement la consigne de cesser tout travail sur le missile Wizard. Le 22 janvier 1958, le conseil de sécurité nationale attribua au Zeus la priorité "S", c'est-à-dire la priorité la plus importante. Des financements supplémentaires furent sollicités pour le programme Zeus afin d'assurer une mise en service au cours du quatrième trimestre de 1962, mais cette demande fut rejetée, ce qui reportait la mise en service à 1963.

### Rapport d'échange et autres problèmes
À la suite de la décision en faveur de l'armée de terre prise en 1958 par MacElroy, le général James M. Gavin proclama que le Zeus remplacerait bientôt les bombardiers stratégiques dans le rôle de principal moyen de dissuasion. En réponse à la tournure que prenait les évènements, l'Air Force intensifia ses efforts contre l'Army aussi bien dans la presse que dans les bureaux du ministère de la défense.
Dans le cadre des recherches menées sur le projet Wizard, l'Air Force avait développé une formule qui comparait le coût d'un ICBM avec celui de l'ABM nécessaire pour le détruire. Cette formule, connue plus tard sous le nom de rapport coût-échange, pouvait être exprimée en un montant en dollars ; si le coût d'un ICBM était inférieur à ce montant, l'avantage économique se situait en faveur de l'offensive - en d'autres termes on pouvait construire plus d'ICBM pour un coût inférieur à celui des ABM nécessaires pour les détruire-. Un éventail de scénarios démontrait que l'offensive détenait l'avantage dans presque tous les cas. L'Air Force avait ignoré ce problème tant qu'elle avait travaillé sur le projet Wizard, mais elle en fit part à MacElroy dès que l'Army eut le contrôle exclusif du développement des ABM. MacElroy considérait certes qu'il s'agissait d'un exemple de lutte interservice, mais était également préoccupé par le fait que la formule était peut-être correcte.
Afin de disposer d'une réponse, MacElroy se tourna vers le "Re-entry Body Identification Group" (RBIG), un sous-groupe formé au sein du comité Gaither et dirigé par William E. Bradley. Cette commission étudiait la problématique constituée par la pénétration d'un système ABM soviétique. Le RBIG avait produit le 2 avril 1958 un volumineux rapport sur le sujet, dans lequel il était indiqué que venir à bout d'un système ABM soviétique ne serait pas difficile. La proposition principale du RBIG était d'armer les missiles américains avec au moins deux ogives, un concept connu sous le nom de mirvage (de l'anglais MIRV -Multiple Independently targeted Reentry Vehicle-). L'électronique de chaque ogive devrait par ailleurs être durcie contre les rayonnements ionisants, ce qui leur permettrait de n'être endommagées que par des explosions à courte distance. Ainsi, les Soviétiques devraient lancer au moins un intercepteur pour chaque ogive américaine, alors que les USA pouvaient lancer de multiples ogives sans avoir à construire un seul nouveau missile. Si les Soviétiques ajoutaient plus d'intercepteurs pour contrecarrer l'augmentation du nombre d'ogives américaines, les USA pouvaient répliquer avec un nombre plus faible de nouveaux missiles. En conséquence, l'offensive coûtait toujours moins chère que la défensive. Ce concept de base demeura le principal argument contre les systèmes d'ABM durant deux décennies.
Le RBIG transmit un rapport à MacElroy qui approuvait les affirmations de l'Air Force selon lesquelles les systèmes ABM étaient inefficaces pour des raisons de coût. Le rapport ne se contenta toutefois pas d'étudier l'aspect financier du problème, il procéda aussi à l'examen du système Zeus. Le rapport releva que le système Zeus ne pouvait lancer qu'un faible nombre de missiles en même temps, puisqu'il utilisait des radars orientés mécaniquement, avec un radar par missile. Si les Soviétiques déployaient aussi des MIRV, plusieurs ogives provenant d'un même ICBM pouvaient arriver au même moment et le système n'aurait tout simplement pas le temps de les abattre. Le rapport faisait valoir qu'il suffisait que quatre ogives arrivent en seulement une minute pour que l'une d'entre elles touche une base de lancement Zeus dans 90 % des cas. Ainsi, un ou deux missiles soviétiques pourraient détruire 100 Zeus. Le RBIG nota qu'un système ABM "exige une cadence de tirs si élevée de la part d'un système de défense active, afin d'intercepter les nombreux véhicules de rentrée qui arrivent presque simultanément, que la dépense pour l'équipement nécessaire pourrait être prohibitive". Le rapport s'interrogeait sur la faisabilité même d'un système ABM.

### Le projet Defender

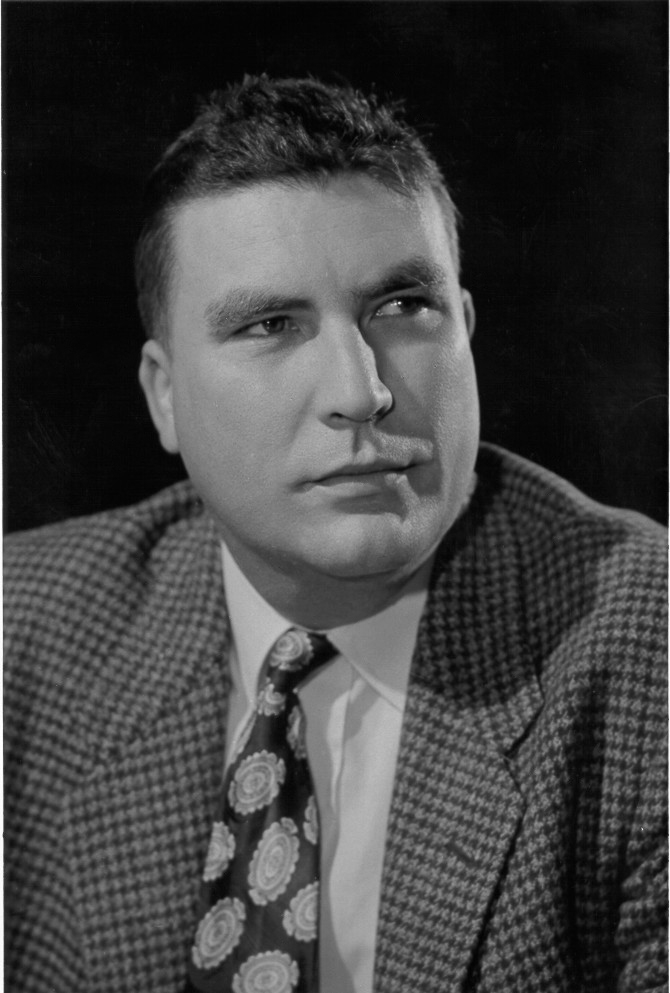
Herbert York après avoir conduit des études sur le concept ABM, fut un opposant déclaré de tout déploiement.

MacElroy donna deux suites au rapport du RBIG. En premier lieu il demanda au groupe ARPA, nouvellement créé, d'étudier ce document. L'ARPA, dirigé par le scientifique Herbert York, produisit un autre rapport qui confirma largement les thèses du RBIG. Concernant la nécessité de pénétrer un système ABM soviétique et un potentiel système ABM américain, York relevait que :

« Le problème ici est le problème habituel entre l'offensive et la défensive, les mesures, contre-mesures, contre-contre-mesures, etc. pour lequel j'ai pensé et je pense toujours que la bataille est tellement déséquilibrée en faveur de l'offensive qu'elle est sans espoir contre une attaque déterminée et d'ailleurs ceci s'applique à notre situation vis-à-vis d'un anti missile qu'ils pourraient construire. Je suis convaincu que nous pouvons continuer à disposer d'un système de missile pouvant pénétrer n'importe quelle défense soviétique. »

Après la réception de ce rapport, MacElroy chargea l'ARPA de commencer des études à long terme sur la défense contre les ICBM, et de trouver des systèmes permettant de contourner le problème apparemment insurmontable posé par le rapport d'échange.
La réponse de l'ARPA fut la création du Projet Defender, qui envisageait à l'origine une large variété de concepts très avancés tels que des armes à rayons à particules, des lasers et d'immenses flottes de missiles intercepteurs en orbite (cette dernière option fut connue plus tard sous le nom de Projet BAMBI). En mai 1958, York commença à travailler avec les Lincoln Labs, le laboratoire de recherche du MIT spécialisé dans les radars, afin de rechercher les procédés permettant de distinguer les ogives des leurres, que ce soit par des radars ou par d'autres moyens. Le projet fut appelé Pacific Range Electromagnetic Signature Studies, ou Project PRESS.

### Encore des problèmes

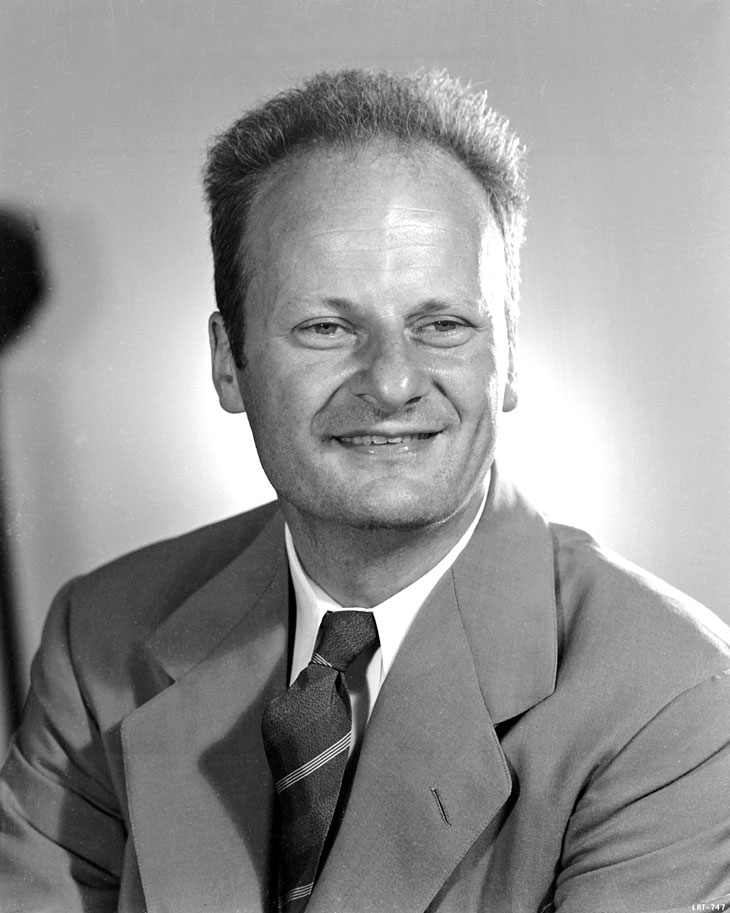
La contribution de Hans Bethe au PSAC se traduisit en 1968 par un fameux article dans le Scientific American soulignant les problèmes majeurs auxquels seraient confrontés tout système ABM défensif.

Au milieu du débat croissant sur les capacités du Zeus, les États-Unis conduisirent leurs premiers tests à forte puissance et à haute altitude : Hardtack Teak, le 1er août 1958, et Hardtack Orange le 12 août. Ces essais mirent en évidence des effets auparavant inconnus ou sous-estimés, notamment des boules de feu nucléaires atteignant de grandes tailles et rendant l'atmosphère à l'intérieur ou à proximité d'elles opaques aux signaux radio et radar. Cet effet est connu sous le nom de blackout nucléaire. Ceci était extrêmement problématique pour un système tel que le Zeus, puisque cet effet l'empêcherait de repérer des ogives dans ou derrière la boule de feu, y compris les ogives des Zeus.
Comme si cela n'était pas suffisant, on prit de plus en plus conscience que de simples réflecteurs radars lancés avec les ogives ne pourraient pas être distingués par les radars du Zeus. Ce problème fut pour la première fois évoqué en 1958, à l'occasion de débats publics où on mentionna l'incapacité du Zeus à différencier des objectifs. Si les leurres se disséminaient au-delà du rayon létal de l'ogive du Zeus, plusieurs intercepteurs seraient nécessaires pour garantir la destruction de l'ogive dissimulée parmi les leurres. Les leurres sont légers et ralentissent lorsqu'ils commencent leur rentrée dans la haute atmosphère. Ce comportement permettrait de les identifier. Mais lorsque l'identification deviendrait possible, les ogives seraient si proches de la base des Zeus que ce missile ne disposerait peut-être plus d'assez de temps pour prendre de l'altitude.
En 1959, le ministère de la défense demanda une nouvelle étude sur le système Zeus, cette fois au PSAC. Un groupe de référence fut constitué, dont certains des scientifiques les plus célèbres et les plus influents formaient le cœur. Parmi eux se trouvait Hans Bethe, qui avait travaillé sur le projet Manhattan puis sur la bombe à hydrogène. On y comptait également, parmi d'autres sommités, Wolfgang Panofsky, directeur du High-Energy Physics Lab à l'université Stanford, ainsi que Harold Brown, directeur du Lawrence Livermore weapons laboratory.
Le rapport du PSAC fut presque une répétition de celui du RBIG. Il recommandait de ne pas construire le Zeus, du moins sans des changements significatifs lui permettant de mieux gérer les nouveaux problèmes. Pendant tout ce temps, le système Zeus fut le sujet d'une polémique violente, à la fois dans la presse et les milieux militaires. Il n'était pas certain que le développement continuerait, alors même que les essais avaient commencé. Les ministres de la défense du président Eisenhower, MacElroy (1957-1959) et Thomas S. Gates (1959-1961) n'étaient pas convaincus que le système en valait le coût. Eisenhower était très sceptique, perplexe sur la possibilité de développer un système ABM efficace au cours des années 1960. Un critique sévère, pour des raisons de coût, était également Edward Teller, qui affirmait simplement qu'en raison du rapport d'échange la solution était de construire plus d'ICBM.

### Kennedy et le Zeus

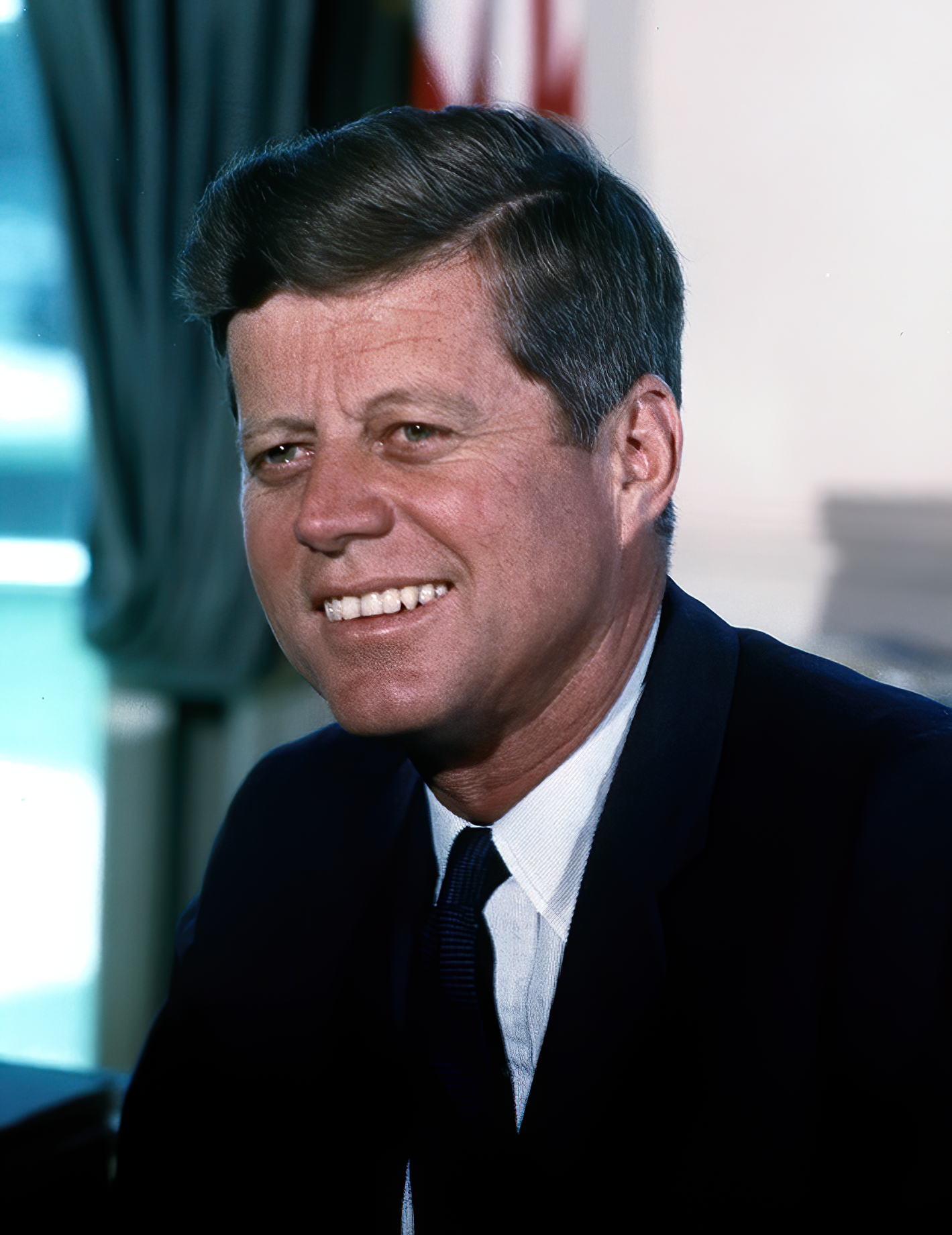
President John F. Kennedy était fasciné par le débat relatif au Zeus et devint un expert sur tous les aspects du système.

Un des thèmes de la campagne électorale de John F. Kennedy était que Eisenhower avait une approche faible en matière de défense et qu'il n'en faisait pas assez pour empêcher les Soviétiques de distancer les États-Unis en nombre de missiles ("missile gap"). Après sa victoire aux élections de 1960, il fut submergé d'appels et de courriers demandant la continuation du programme Zeus. Ceci résultait d'un effort intense de la part de l'armée de terre, qui ripostait ainsi à des tactiques similaires de l'armée de l'air. De plus, les contrats relatifs au Zeus furent délibérément répartis sur 37 États, afin de disposer d'autant de soutien politique et industriel que possible ; par ailleurs, des publicités furent publiées dans des magazines majeurs à grande diffusion, tels Life et The Saturday Evening Post, afin d'assurer la promotion du système.
Kennedy nomma le général de l'armée de terre Maxwell D. Taylor chef d'état-major des armées (chairman of the Joint Chiefs of Staff). Taylor, comme la majorité du haut commandement de l'Army, était un partisan majeur du programme Zeus. Kennedy et Taylor s'accordèrent au début sur la mise en œuvre d'un énorme déploiement de Zeus, avec 70 batteries et 7 000 missiles. MacNamara était initialement aussi en faveur du système, mais suggérait un déploiement beaucoup plus limité, avec 12 batteries et 1 200 missiles. Une note contraire fut produite par Jerome Wiesner, récemment nommé au poste de conseiller scientifique de Kennedy, et président du rapport PSAC de 1959. Wiesner commença à faire prendre conscience à Kennedy des problèmes techniques inhérents au système. Il eut également de longues discussions avec David Bell, le directeur du budget, qui en vint à réaliser le coût énorme d'un système Zeus, quelles que soient ses dimensions.
Kennedy était fasciné par le débat sur le Zeus, notamment sur le fait que les scientifiques adoptaient des positions diamétralement opposées pour ou contre le système. Il dit à Wiesner "Je ne comprends pas. Les scientifiques sont supposés être des gens rationnels. Comment peut-il y avoir autant de différences sur un problème technique ?". Son intérêt sur le sujet prit de plus en plus d'ampleur et il finit par accumuler une masse de documentation sur le Zeus qui occupait un coin d'une pièce et où il passait des centaines d'heures pour devenir un expert sur le sujet. À l'occasion d'une rencontre avec Edward Teller, Kennedy démontra qu'il en savait plus sur le Zeus et les ABM que Teller. Teller produisit alors un effort considérable pour se mettre au même niveau de connaissance. Wiesner nota plus tard que la pression pour obtenir une décision était devenue telle que "Kennedy finit par penser que la seule chose qui intéressait les gens dans le pays était Nike Zeus".
Pour ajouter au débat, il devenait clair que l'infériorité des États-Unis en nombre de missiles était une fiction. La première mission du satellite espion Corona en août 1960 montra que le programme soviétique était très inférieur aux estimations et une mission complémentaire démontra clairement à la fin de 1961 que les États-Unis disposaient d'une avance stratégique massive. Un nouveau rapport publié par le renseignement en 1961 releva que les Soviétiques n'avaient pas plus de 25 ICBM et ne pourraient augmenter ce nombre pendant quelque temps.
Néanmoins, le programme continuait à progresser lentement vers la phase de déploiement. Le 22 septembre 1961, MacNamara approuva le financement du développement ainsi que le déploiement initial d'un système Zeus protégeant 12 aires métropolitaines. Il s'agissait de Washington/Baltimore, New York, Los Angeles, Chicago, Philadelphie, Detroit, Ottawa/Montréal, Boston, San Francisco, Pittsburgh, St. Louis, et Toronto/Buffalo. Toutefois, le déploiement fut plus tard annulé et en janvier 1962 seuls les crédits de développement furent débloqués.

### Nike-X
En 1961, MacNamara accepta de continuer à financer le développement pendant l'année fiscale 1962, mais refusa de d'attribuer des crédits à la production. Il résuma ainsi les points positifs et les sujets de préoccupation :

« Un développement réussi (du Zeus) pourrait forcer un agresseur à consacrer plus de ressources à l'accroissement de sa force d'ICBM. Ceci permettrait aussi de rendre plus difficile pour un ennemi potentiel une estimation correcte de nos capacités défensives et compliquerait la réussite d'une attaque. De plus, la protection fournie (par le Zeus), même pour une portion de notre population, vaudrait mieux que pas de protection du tout...Il existe encore un doute sérieux quant à sa faisabilité technique et même si son développement était réussi, de nombreux problèmes opérationnels devraient encore être résolus. Le système en lui-même est vulnérable à une attaque de missiles balistiques et son efficacité pourrait être dégradée en cas d'utilisation d'ICBM plus sophistiqués masqués par des leurres multiples. Une saturation de l'objectif est une autre possibilité puisque les ICBM deviendront plus faciles et moins chers à construire dans les prochaines années. Finalement, il s'agit d'un système très onéreux par rapport au niveau de protection qu'il peut fournir. »

Cherchant une solution à court terme, MacNamara se tourna une fois encore vers l'ARPA, lui demandant d'étudier de façon approfondie le système Zeus. L'agence retourna un nouveau rapport en avril 1962, lequel contenait 4 concepts de base. Le premier était le système Zeus dans sa forme actuelle ; ce concept développait le rôle que le système pourrait jouer dans divers scénarios pendant une guerre. Le Zeus pourrait par exemple être utilisé pour protéger les bases du Strategic Air Command, ce qui obligerait les Soviétiques à utiliser plus d'ICBM pour attaquer les bases. Ceci se traduirait probablement par moins de dommages pour d'autres cibles. Un autre concept étudiait l'ajout au système Zeus de nouveaux radars à antennes à balayage électronique passives ainsi que d'ordinateurs, ce qui lui permettrait d'attaquer des douzaines d'objectifs en même temps dans une zone plus vaste. Dans son dernier concept, l'ARPA remplaçait le Zeus par un nouveau missile à courte portée et à très grande vitesse, conçu pour intercepter l'ogive à des altitudes aussi basses que 6 kilomètres, c'est-à-dire quand les leurres et les boules de feu ont disparu depuis longtemps. Ce dernier concept devint le Nike-X, un nom ad-hoc suggéré par Jack Ruina quand il présenta le rapport de l'ARPA au PSAC.

### La perfection ou rien

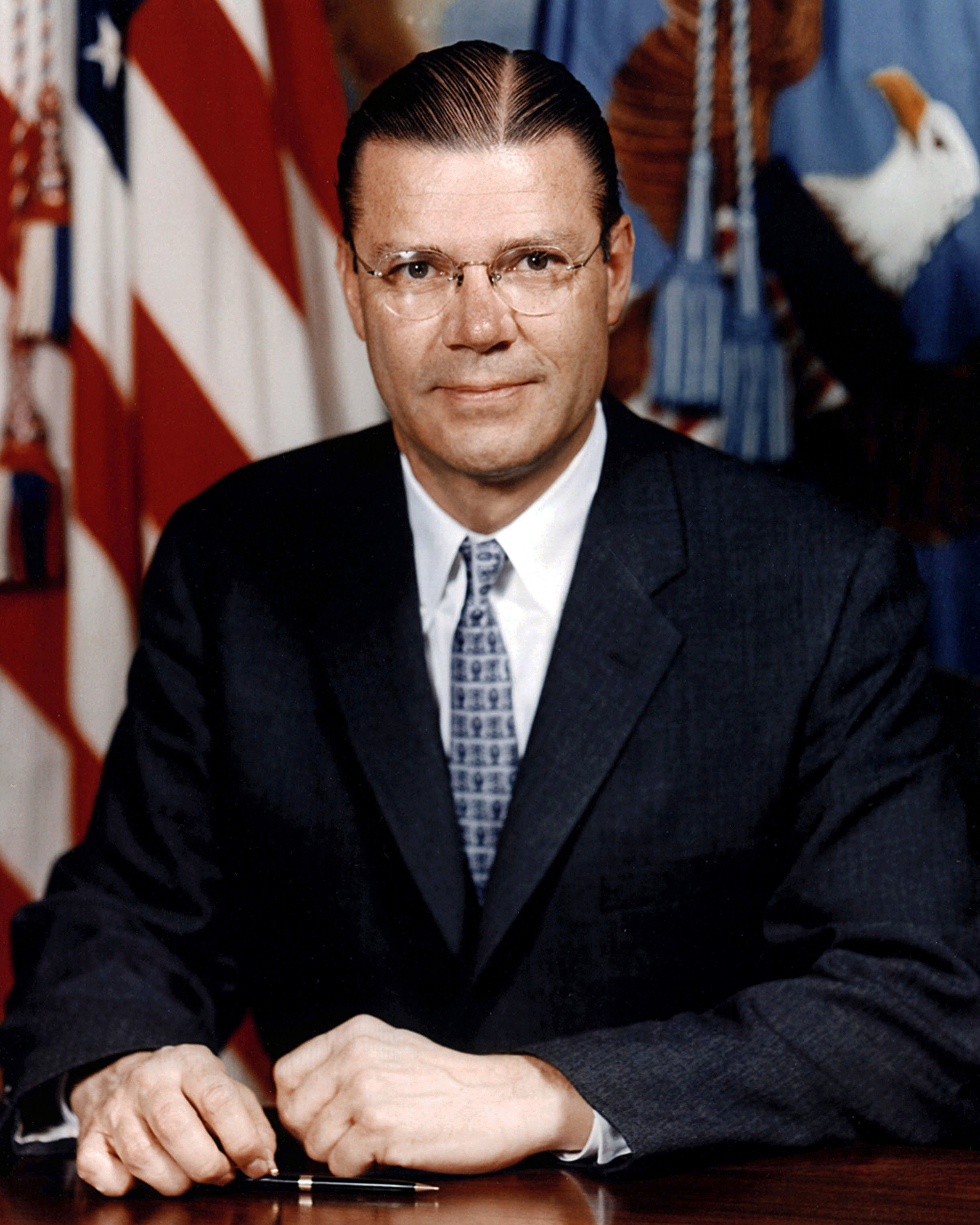
Robert McNamara finit par décider que le Zeus n'offrait simplement pas assez de protection par rapport à son coût.

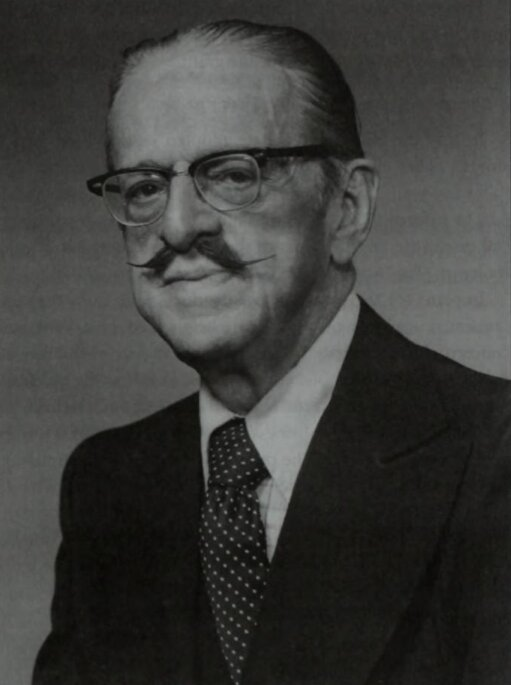
Dan Flood répliqua que même un système défectueux était mieux que pas de système du tout.

Comme les travaux sur le Nike-X débutaient, des décideurs civils et militaires commencèrent à faire pression pour que Zeus soit déployé en tant que système de transition, et cela en dépit de ses problèmes. Leur argument était que le système pourrait être amélioré sur place lorsque les nouvelles technologies seraient disponibles. MacNamara était opposé à un déploiement prématuré alors que le membre du Congrès Daniel J. Flood était un partisan majeur du déploiement immédiat.
La position de MacNamara contre le déploiement reposait sur deux arguments principaux. Le premier était l'apparente inefficacité du système, et notamment son rapport coût - avantage par rapport à d'autres options. Par exemple, des abris antiatomiques sauveraient plus d'américains pour beaucoup moins cher et il observa dans une excellente démonstration de son approche vis-à-vis de n'importe quel système de défense :

« On estime qu'un système d'abris sauverait 48,5 millions de vies pour un coût de 2 milliards de dollars. Le coût pour chaque vie sauvée serait d'environ 40 dollars. La mise en service d'un système de défense contre les missiles balistiques coûterait environ 18 milliards de dollars et sauverait environ 27,8 millions de vies. Le coût par vie sauvée serait en ce cas 700 dollars. (Il ajouta plus tard que) Je ne recommanderai personnellement jamais un programme anti-ICBM s'il n'est pas accompagné d'un programme visant les retombées radioactives. Je crois que même si nous n'avons pas de programme anti-ICBM, nous devrions quand même avancer avec le programme d'abris antiatomiques. »

Le second argument concernait l'efficacité d'un système ABM soviétique. Les missiles américains alors en service SM-65 Atlas et SM-68 Titan utilisaient des véhicules de rentrée munis de têtes arrondies, ce qui ralentissait fortement les ogives dans la basse atmosphère et permettait de les attaquer relativement facilement. Le nouveau missile LGM-30 Minuteman utilisait des formes de rentrée à tête pointue qui se déplaçaient à des vitesses terminales beaucoup plus élevées, et comprenaient des systèmes de leurrage conçus pour rendre l'interception très difficile pour les ABM soviétiques. Ceci garantissait la capacité de dissuasion des Etats-Unis. Si un choix budgétaire devait être fait, MacNamara favoriserait le Minuteman, même s'il essayait de ne pas le dire.
A l'occasion d'un échange particulièrement révélateur entre MacNamara et Flood, MacNamara refuse de choisir entre l'une et l'autre option :
"Flood : Que vient-il en premier, le Minuteman ou le Zeus ?
MacNamara : Je dirais qu'aucun ne vient en premier. Je les réaliserais chacun simultanément avec le taux maximum d'activité possible".
Mais plus tard Flood s'arrangea pour obtenir une déclaration plus précise de sa part :
Flood: Je pensais que nous en avions fini dans ce pays avec le fait de vouloir des choses parfaites avant de les envoyer aux troupes. J'ai un ennemi qui peut me tuer et je ne peux pas me défendre contre lui et je dis que nous devrions prendre tous les risques raisonnables pour avancer (le projet) de 2 ou 3 ans.
McNamara: Nous dépensons des centaines de millions de dollars, non pour arrêter les choses mais pour accélérer le développement d'un système anti-ICBM....Je ne pense pas qu'il serait avisé de notre part de recommander l'acquisition d'un système qui pourrait ne pas être un dispositif anti-ICBM efficace. C'est exactement la situation dans laquelle nous pensons que le Zeus se trouve aujourd'hui.
Flood: ... Vous n'en avez peut-être pas conscience, mais vous venez de pratiquement détruire le Nike Zeus. C'est ce qu'a fait cette dernière phrase".

### Annulation
En 1963, MacNamara avait convaincu Kennedy que le déploiement du Zeus n'en valait simplement pas la peine. Les craintes relatives au coût et à l'efficacité, de même que les difficultés liées au nombre d'ICBM agresseurs ainsi qu'aux problèmes générés par les leurres, conduisirent MacNamara à annuler le projet Zeus le 5 janvier 1963. A sa place on décida de continuer à travailler sur le Nike-X. Le développement du Nike-X fut conduit par le Bureau du Projet Nike Zeus jusqu'à son changement de nom en Nike-X le 1er février 1964.
À l'occasion d'une réunion tenue en février du comité des forces armées du Sénat, MacNamara releva qu'on prévoyait un déploiement en 1966 d'un premier système soviétique ABM et affirma plus tard que le Nike-X ne serait pas prêt à être utilisé avant 1970. Relevant un « écart défensif », Strom Thurmond commença à faire pression pour que le Zeus soit déployé en tant que système de transition. Encore une fois l'affaire se répandit dans la presse.
Le 11 avril 1963, Thurmond tenta de convaincre le Congrès de financer le déploiement du Zeus. A l'occasion de la première session à huis clos du Sénat en 20 ans, le Zeus fit l'objet d'un débat et la décision fut prise de poursuivre le développement du Nike-X et de ne pas déployer le Zeus. L'armée de terre continua le programme d'essai jusqu'en décembre 1964 au White Sands Missile Range, et en mai 1966 au Kwajalein Missile Range.

## Les essais

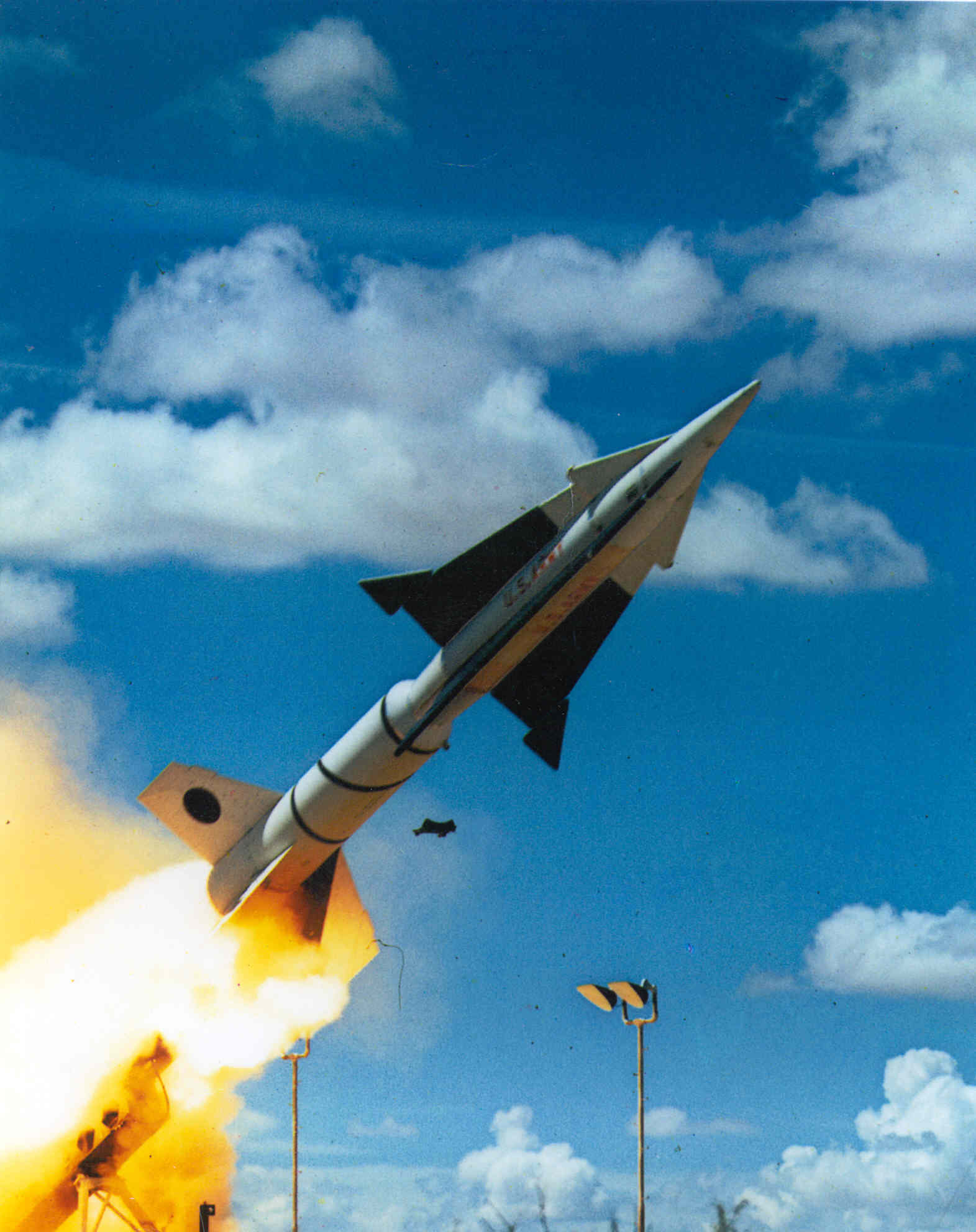
Un tir d'essai du missile Nike Zeus A à White Sands met en évidence les longues ailes et le fuselage étroit hérités du Hercule.

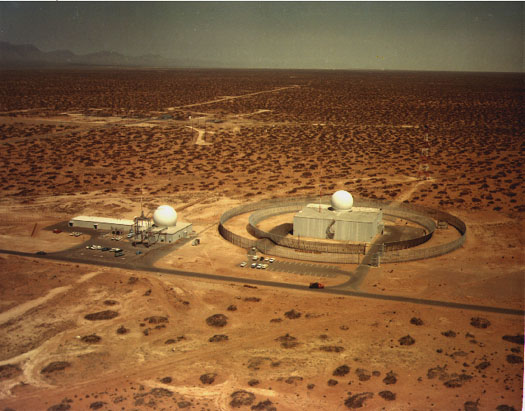
Le complexe de lancement 38 de White Sands comprenait un radar ZDR, approximativement au centre de la photo, et un seul TTR, sur la gauche. Les silos de lancement peuvent être vus à l'arrière plan, au-dessus du TTR. Un ZAR était installé à quelque distance à droite de ces bâtiments.

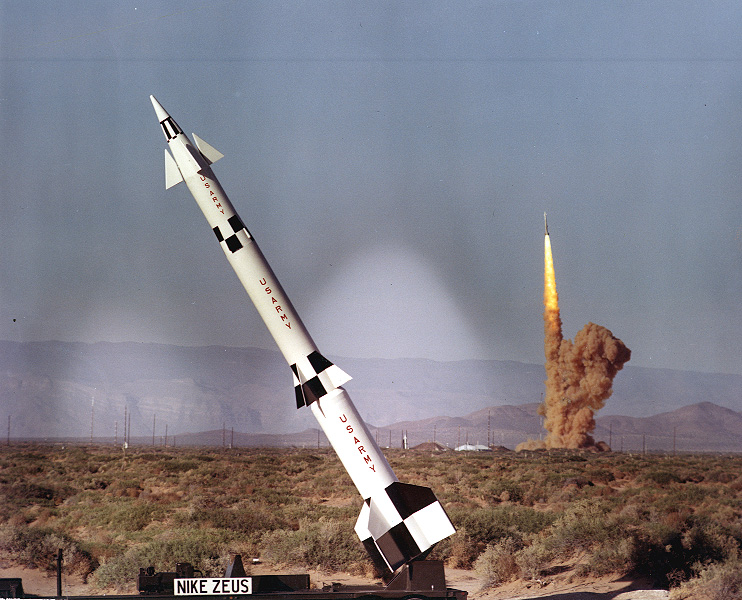
Un missile Nike Zeus B se trouve en présentation statique à White Sands alors qu'un autre Zeus B à l'arrière plan est lancé à l'occasion d'un test.

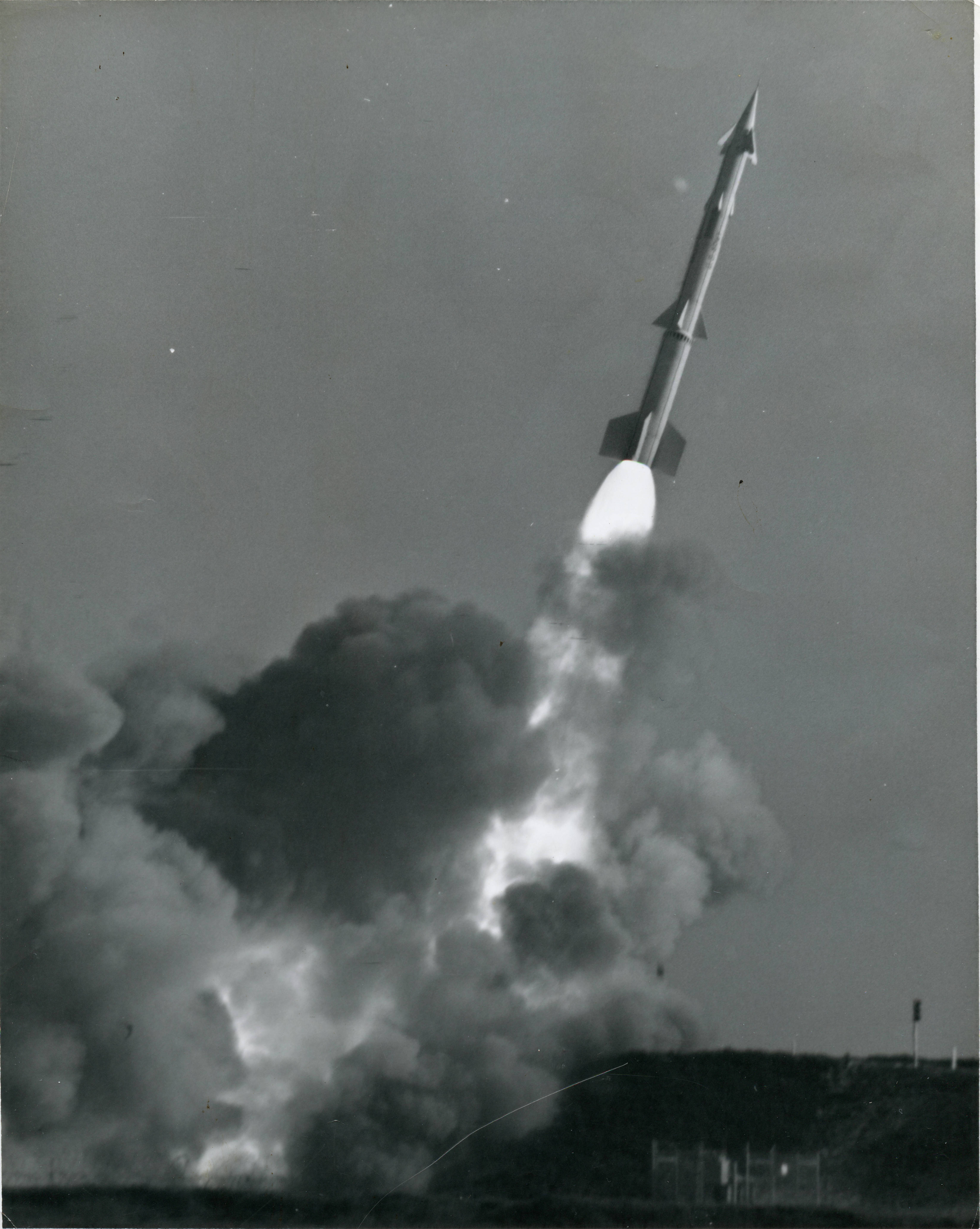
Un missile Nike Zeus B est lancé le 7 mars 1962 du Pacific Missile Range, situé à Point Mugu. Il s'agissait du neuvième lancement d'un Zeus à partir du site de Point Mugu, aujourd'hui connu sous le nom de base navale du comté de Ventura.

Alors que le débat sur le Zeus faisait rage, l'équipe de développement Nike réalisait de rapides progrès. Des essais de mise à feu des modèles Nike Zeus A d'origine commencèrent en 1959 au Centre de lancement de White Sands. La première tentative, le 26 août 1959, s'appliquait à un premier étage réel et un second étage factice ; le premier étage se brisa peu avant sa séparation d'avec le second étage. Un test similaire réalisé le 14 octobre fut un succès, et fut suivi par un premier essai avec deux étages réels le 16 décembre. Le premier test complet des deux étages avec système de guidage actif et poussée vectorielle fut réalisé avec succès le 3 février 1960. Les données réunies à l'occasion de ces essais conduisirent à des changements dans la conception afin d'améliorer la vitesse durant l'ascension. Le premier essai du Nike Zeus B se déroula en mai 1961. Un certain nombre de missiles Zeus se brisèrent durant les premiers vols d'essai, en raison d'une température excessive des surfaces de contrôle, et de nombreux changements furent introduits dans le système pour résoudre ce problème.
Des tests supplémentaires de détection sont réalisés par des Target Tracking Radars (TTRs) situés dans les laboratoires Bell de Whippany (New Jersey), ainsi que dans une installation située sur l'île de l'Ascension. Cette seconde installation a été utilisée pour la première fois le 29 mars 1961 pour essayer de détecter un SM-68 Titan, mais le téléchargement des données envoyées par Cap Canaveral et simulant le radar d'acquisition d'un Zeus (Zeus Acquisition Radar -ZAR-) échoua. Un second test fut réussi le 28 mai. Plus tard dans l'année le site de l'Ascension suivit une série de 4 essais de lancement (2 missiles Atlas et 2 missiles Titan), générant des informations relatives à la poursuite pouvant atteindre 100 secondes. Un ZAR installé à White Sands commença ses opérations en juin 1961 et fut testé contre des ballons, des avions, des parachutes déployés à partir de fusées-sondes, ainsi que des missiles Nike Hercule. Un radar TTR fut complété sur le site de White Sands au mois de novembre, et les essais du système complet ZAR + TTR + MTR commencèrent ce mois. Le 14 décembre Un Zeus passa à 30 mètres d'un Nike Hercule utilisé comme cible, un succès qui fut répété en mars 1962. Le 5 juin 1963, le président Kennedy et le vice président Lyndon Johnson visitèrent White Sands pour assister à des tirs de missiles, y compris un lancement de Zeus.
Le besoin de tester le Zeus contre des cibles présentant des profils réalistes d'ICBM posait problème. Le site de White Sands permettait de tester le missile de base et les systèmes de guidage, mais il était trop petit pour tester le Zeus à sa portée maximum. C'est pourquoi les essais nécessaires commencèrent à Point Mugu en Californie, d'où les missiles pouvait survoler l'océan Pacifique. Il fut envisagé d'utiliser Point Mugu pour tirer des Zeus contre des ICBM lancés de Cap Canaveral, mais des exigences de sécurité limitaient les possibilités de test. Le site Atlantic Test Range, situé au nord-est de Cap Canaveral, avait non seulement une densité de population élevée mais de plus ne disposait que de peu de terrains disponibles pour construire des stations de poursuite fiables. L'île de l'Ascension était le seul emplacement approprié.
Finalement l'île de Kwajalein fut sélectionnée, puisqu'elle se trouvait à 7 700 kilomètres de la Californie - une distance parfaite pour les ICBM - et qu'elle disposait déjà d'une base navale avec de nombreux logements et une piste d'atterrissage. Le site Zeus, appelé Kwajalein Test Site, fut officiellement établi le 1er octobre 1960. Comme ses dimensions augmentaient, ce fut finalement tout le complexe militaire situé sur l'île qui fut transféré de la marine à l'armée de terre le 1er juillet 1964. Une grande quantité de terres inhabitées situées au nord de la piste d'atterrissage fut incluse dans le site. Les lanceurs se trouvaient dans l'angle situé à l'extrémité sud-ouest de l'île, tandis que les Target Tracking Radars (TTR), les Missile Tracking Radars (MTR), les divers sites de contrôle ainsi que les générateurs longeaient le côté nord de l'aérodrome. L'émetteur et le receveur ZAR étaient un peu plus éloignés, à la limite nord-est de l'aérodrome.
Un conflit mineur entre Army et Air Force apparut au sujet des cibles devant être utilisées pour les tests de Kwajalein. L'armée de terre souhaitait utiliser son projet Jupiter, tiré de l'atoll Johnston dans le Pacifique, alors que l'armée de l'air recommandait l'utilisation du missile Atlas, lancé depuis la base aérienne de Vandenberg en Californie. L'armée de terre avait déjà commencé à convertir les anciens sites de lancement des missiles Thor pour accueillir les missiles Jupiter quand une commission ad hoc formée par le ministère de la défense se pencha sur la question. Le 26 mai 1960, la commission se décida en faveur de l'Atlas, décision devenue officielle le 29 juin lorsque le ministre de la défense mit fin à la conversion des pas de tir et à la production de Jupiters destinés aux essais du Zeus.
Un développement important du programme d'essais était la mise en place d'un système de capteurs de proximité, qui mesuraient indépendamment la distance entre le Zeus et la cible au moment où les ordinateurs déclenchaient la détonation de l'ogive. Il avait en effet été souligné que si les propres radars du Zeus étaient utilisés pour cette mesure de distance, toute erreur générée par ces radars se retrouverait aussi dans les données du test, et serait de ce fait indétectable. La solution fut l'utilisation d'un d'émetteur en ultra haute fréquence (UHF) individualisé dans le véhicule de rentrée, ainsi que d'un receveur dans le Zeus. Le signal reçu était retransmis au sol, où son effet Doppler était étudié afin d'en extraire l'information sur la distance. Ces instruments démontrèrent finalement que l'information fournie par le système de localisation du Zeus était correcte. Pour la localisation visuelle, une ogive conventionnelle de taille réduite était utilisée, laquelle produisait un flash qui pouvait être vu sur les photographies à longue exposition des interceptions.
Le 24 janvier 1962, le ZAR (Zeus Acquisition Radar) réalisa son premier suivi d'un ICBM, et le 18 avril il fut utilisé pour localiser le satellite Cosmos 2. Le 19 janvier il retrouva Cosmos 2 et transféra avec succès les données à un des TTR. Le 26 juin, le premier test complet contre un Atlas fut tenté. Le ZAR commença à suivre avec succès la cible à une distance de 826 kilomètres et transféra correctement les informations à un TTR. Après avoir suivi le fuselage du missile, le TTR passa au suivi de l'ogive à une distance de 243 kilomètres; Quand le fuselage commença à se morceler, l'ordinateur se mit en mode "encombrement", afin de détecter les dérivations de trajectoires et ainsi de localiser les débris. L'ordinateur continuait par ailleurs à estimer la position de l'ogive, et si le système décidait qu'il ne suivait que des débris, il attendait que les débris et l'ogive soient suffisamment séparés pour recommencer son activité de localisation des débris. Toutefois, le système ne parvint pas à enregistrer correctement les données émises lors de la perte de l'ogive, et les informations ne furent jamais récupérées.
Un second test le 19 juillet fut un succès partiel, avec le Zeus passant à 2 kilomètres de la cible. Le système de contrôle se trouva à court de fluide hydraulique dans les 10 dernières secondes de l'approche, ce qui fut à l'origine de l'important écart en distance, mais le test fut par ailleurs un succès. Le programme de guidage fut mis à jour pour arrêter le rapide cycle de contrôle qui avait conduit à l'épuisement du fluide. Un troisième essai le 12 décembre conduisit avec succès le missile à une distance très proche de la cible, mais le second missile de la salve programmée de 2 missiles ne put être lancé en raison d'un problème d'instrument. Un test similaire réalisé le 22 décembre connut également une défaillance sur le second missile, mais le premier passa à seulement 200 mètres de son objectif.
| Mission | Date             | Cible   | Notes                                       |
| ------- | ---------------- | ------- | ------------------------------------------- |
| K1      | 26 juin 1962     | Atlas D | Echec, suivi                                |
| K2      | 19 juillet 1962  | Atlas D | Succès partiel, important écart en distance |
| K6      | 12 décembre 1962 | Atlas D | Succès, échec du second missile             |
| K7      | 22 décembre 1962 | Atlas D | Succès, échec du second missile             |
| K8      | 13 février 1963  | Atlas D | Succès partiel                              |
| K10     | 28 février 1963  | Atlas D | Succès partiel                              |
| K17     | 30 mars 1963     | Titan I | Succès                                      |
| K21     | 13 avril 1963    | Titan I | Succès                                      |
| K15     | 12 juin 1963     | Atlas D | Succès                                      |
| K23     | 4 juillet 1963   | Atlas E | Succès                                      |
| K26     | 15 août 1963     | Titan I | Succès                                      |
| K28     | 24 août 1963     | Atlas E | Succès                                      |
| K24     | 14 novembre 1963 | Titan I | Succès                                      |

Parmi les tests réalisés durant le cycle de 2 ans, 10 d'entre eux virent avec succès le Zeus passer à une distance létale de sa cible.

## Arme anti-satellite
En avril 1962, MacNamara demanda à l'équipe Nike de réfléchir à l'utilisation du site Zeus à Kwajalein comme base opérationnelle anti-satellite après l'achèvement des principaux test du missile. L'équipe répondit qu'un système pourrait être prêt pour les essais au mois de mai 1963. Le concept reçut le nom de projet Mudflap.
Le développement consista en une simple conversion du DM-15B (nom d'usine du Nike Zeus B au sein de la société Douglas) en un DM-15S. Les changements eurent principalement pour but de fournir plus de manœuvrabilité à l'étage supérieur, par l'installation d'une nouvelle pompe hydraulique à 2 étages et de batteries fournissant de l'énergie pendant 5 minutes au lieu de 2, ainsi que par l'utilisation d'un carburant amélioré dans le 1er étage afin d'atteindre des altitudes maximales plus élevées. Un test du nouveau premier étage muni d'un étage supérieur de DM-15B fut réalisé sur le site de White Sands le 17 décembre 1962 ; le missile parvint à l'altitude de 190 kilomètres, qui était la plus élevée alors atteinte à White Sands. Un second test avec un DM-15S complet s'éleva à 280 kilomètres le 15 février 1963.
Les essais furent dès lors effectués à Kwajalein. Le premier test, réalisé le 21 mars 1963, se solda par un échec puisque le MTR (Missile Tracking Radar) ne parvint pas à se verrouiller sur le Zeus. Un second échec eut lieu le 19 avril, quand la balise du missile tomba en panne 30 secondes avant l'interception. Le troisième test, qui utilisait cette fois une cible réelle consistant en un étage supérieur Agena-D équipé du capteur de proximité du Zeus, fut réalisé le 24 mai 1963 ; ce fut un succès complet. Dès lors, et jusqu'en 1964, un DM-15S fut constamment maintenu en état de fonctionnement et des équipes s'entrainèrent continuellement sur le missile.
Après 1964, le site de Kwajalein ne fut plus tenu d'être en alerte et se consacra comme auparavant principalement aux essais du Zeus. Le système demeura actif entre 1964 et 1967, sous le nom de Programme 505. En 1967, il fut remplacé par un système basé sur le missile Thor, appelé Programme 437. Un total de 12 lancements, y compris ceux de White Sands, fut réalisé dans le cadre du Programme 505 entre 1962 et 1966.

## Description

Une vue de Kwajalein à l'époque du Zeus, en direction de l'est. Le mont Olympe se trouve à l'extrémité ouest de l'île, au bas de la photo. Le centre de contrôle se trouve à l'angle nord-ouest, à gauche du mont Olympe sur l'image. Le ZDR est le bâtiment carré entouré de deux cercles concentriques à gauche de la limite ouest de la piste d'atterrissage. Les deux TTR, encore en construction, se trouvent au-dessus du ZDR. A l'extrémité est de la piste d'atterrissage les deux grands cercles sont l'émetteur et le transmetteur du ZAR.

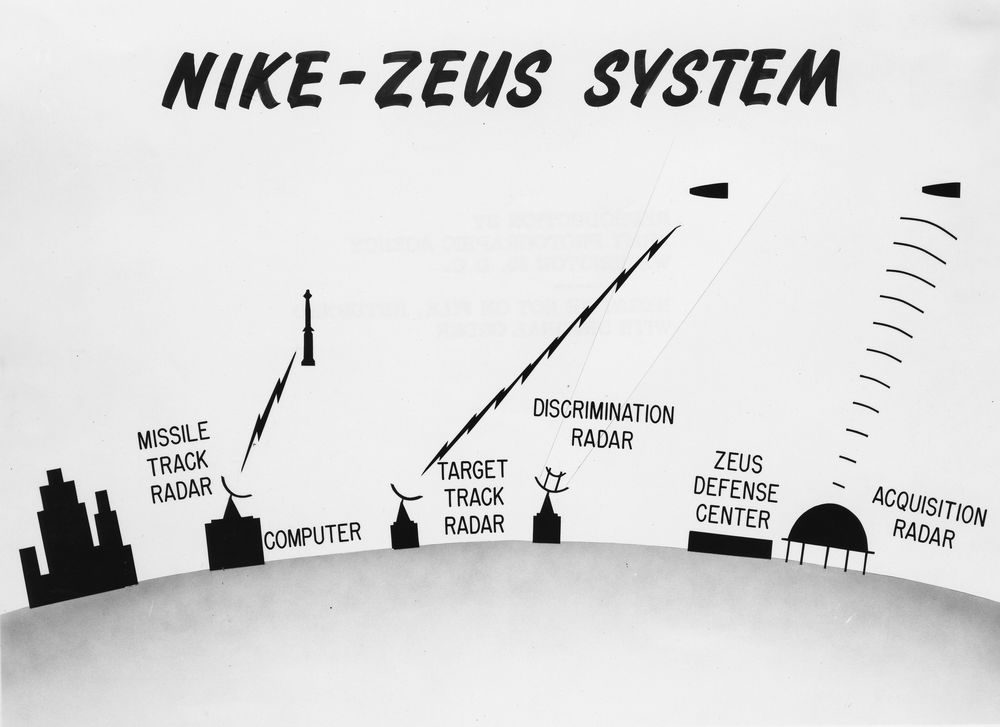
Le système Zeus de base comprenait des radars à longue et courte portée, ainsi que des missiles, et était déployé sur une vaste distance.

Le Nike Zeus était conçu à l'origine comme étant un simple développement du système Hercule devant permettre à celui-ci de frapper des ogives d'ICBM à des altitudes et distances correspondant à ses performances maximum. En théorie, atteindre une ogive n'est pas plus difficile qu'atteindre un avion. En effet, l'intercepteur ne se déplace pas plus loin ou plus vite, les ordinateurs qui le guident devant simplement sélectionner un point d'interception plus loin devant la cible afin de compenser la vitesse beaucoup plus élevée de ladite cible. En pratique, la difficulté est de détecter la cible suffisamment tôt pour que le point d'interception se trouve encore à portée du missile. Ceci exige des systèmes de radars beaucoup plus gros et puissants, et des ordinateurs plus rapides.

### Détection précoce

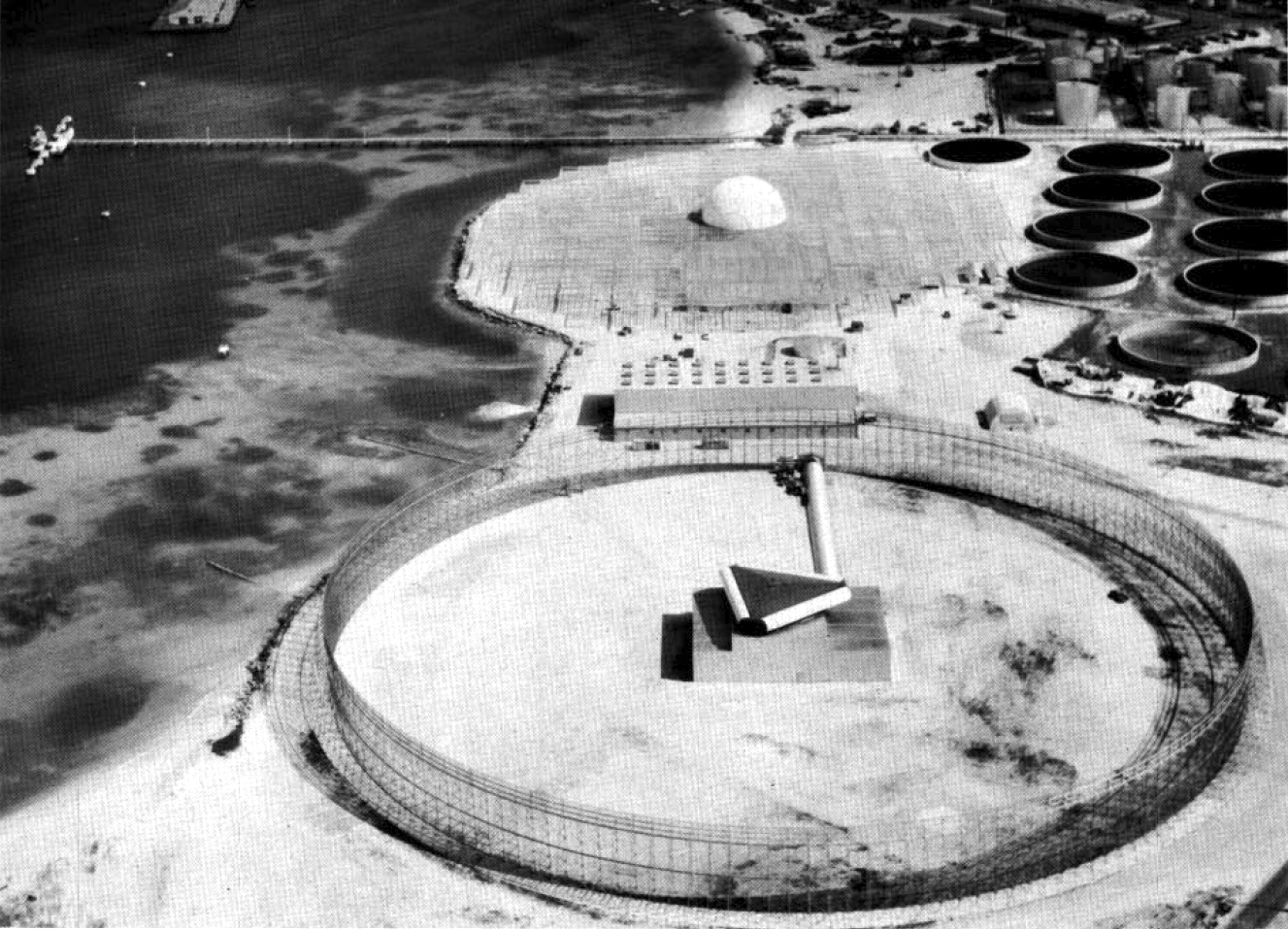
L'émetteur triangulaire du Zeus Acquisition Radar (ZAR) est visible au premier plan, l'antenne de réception couverte par un dôme est visible à l'arrière plan.

Alors que le Zeus se trouvait encore dans les premières phases de sa conception, les laboratoires Bell (Bell Labs) proposèrent d'utiliser deux radars similaires pour permettre une détection à plus grande distance et pour améliorer les temps de réaction. Ainsi, le Local Acquisition Radar (LAR) serait situé sur les bases Zeus ; il s'agirait d'un radar monopulse opérant en bande ultra haute fréquence (UHF), capable de suivre entre 50 et 100 cibles. Le Forward Acquisition Radar (FAR) serait quant à lui positionné de 480 à 1 130 kilomètres devant les bases Zeus afin de fournir 200 à 300 secondes avant le LAR des données de poursuite concernant 200 cibles au maximum. Le FAR émettrait des pulsations de 10 MW en bande UHF (entre 405 et 495 MHz), lui permettant de détecter un écho radar émis par une surface de un mètre carré à 1 890 kilomètres ou, ce qui est plus commun, une cible de 0,1 m2 à 1 100 kilomètres. Chaque trajectoire serait enregistrée sous la forme d'un fichier de 200 bits incluant la localisation, la vélocité, la chronologie des mesures et une mesure de la qualité des données. Les nuages d'objets seraient assimilés à un seul objet pendant leur suivi, des données additionnelles fournissant des informations sur la largeur et la longueur du nuage. Les suivis seraient mis à jour toutes les cinq secondes tant que l'objectif serait en vue, mais comme l'antenne tournait à un rythme relativement lent de 4 rotations par minute, les cibles bougeaient nettement entre chaque rotation. Chaque FAR pouvait fournir des données à trois sites Zeus.
Lorsque le projet Zeus fut finalisé en 1957, les plans concernant le FAR avait été mis en retrait, et le LAR avait été amélioré pour devenir le Zeus Acquisition Radar (ZAR), qui fournissait une alerte précoce sur une zone étendue ainsi que des premières informations sur la trajectoire. Ce radar énormément puissant était actionné par de nombreux klystrons d'une puissance de 1,8 MW, et émettait au moyen de trois antennes de 24 mètres chacune, disposées aux sommets d'un triangle équilatéral. Le ZAR tournait au rythme de 10 rotations par minute, mais comme trois antennes étaient utilisées, le résultat correspondait à une seule antenne tournant trois fois plus vite. Chaque cible était balayée toutes les deux secondes, ce qui fournissait beaucoup plus de données que le précédent concept FAR/LAR.
Le signal était reçu par un ensemble distinct de trois antennes, situé au centre d'une lentille de Lüneberg de 24 mètres de diamètre, qui tournaient de façon synchrone avec l'émetteur sous un dôme d'un diamètre de 37 mètres. De nombreuses antennes à cornet étaient utilisées dans le receveur pour permettre une réception simultanée provenant de multiples angles verticaux. Autour du receveur se trouvait un grand champ de treillis métallique, qui formait un réflecteur plat. Le ZAR opérait en UHF sur des fréquences diverses situées entre 495 et 605 MHz ; il disposait donc d'une agilité lui permettant de modifier sa fréquence si nécessaire. Le ZAR pouvait détecter une cible de 0,1 m2 à une distance de 850 kilomètres.
Tout le transmetteur était entouré par une clôture de 20 mètres de haut située à 110 mètres de l'antenne, qui permettait de repousser les signaux émis par des objets proches, lesquels auraient autrement créés de faux relevés. Le ZAR était si puissant qu'à courte distance l'énergie des micro-ondes dépassait de loin les limites de sécurité obligatoires et était théoriquement mortelle à une distance de 91 mètres. Afin de permettre la maintenance pendant que le radar fonctionnait, les installations étaient protégées dans une cage de Faraday partielle munie d'un film métallique, de même qu'un tunnel en métal bloquait le signal à l'extérieur de la clôture. Les autres radars complétant le système présentaient une protection similaire.

### Disposition des batteries

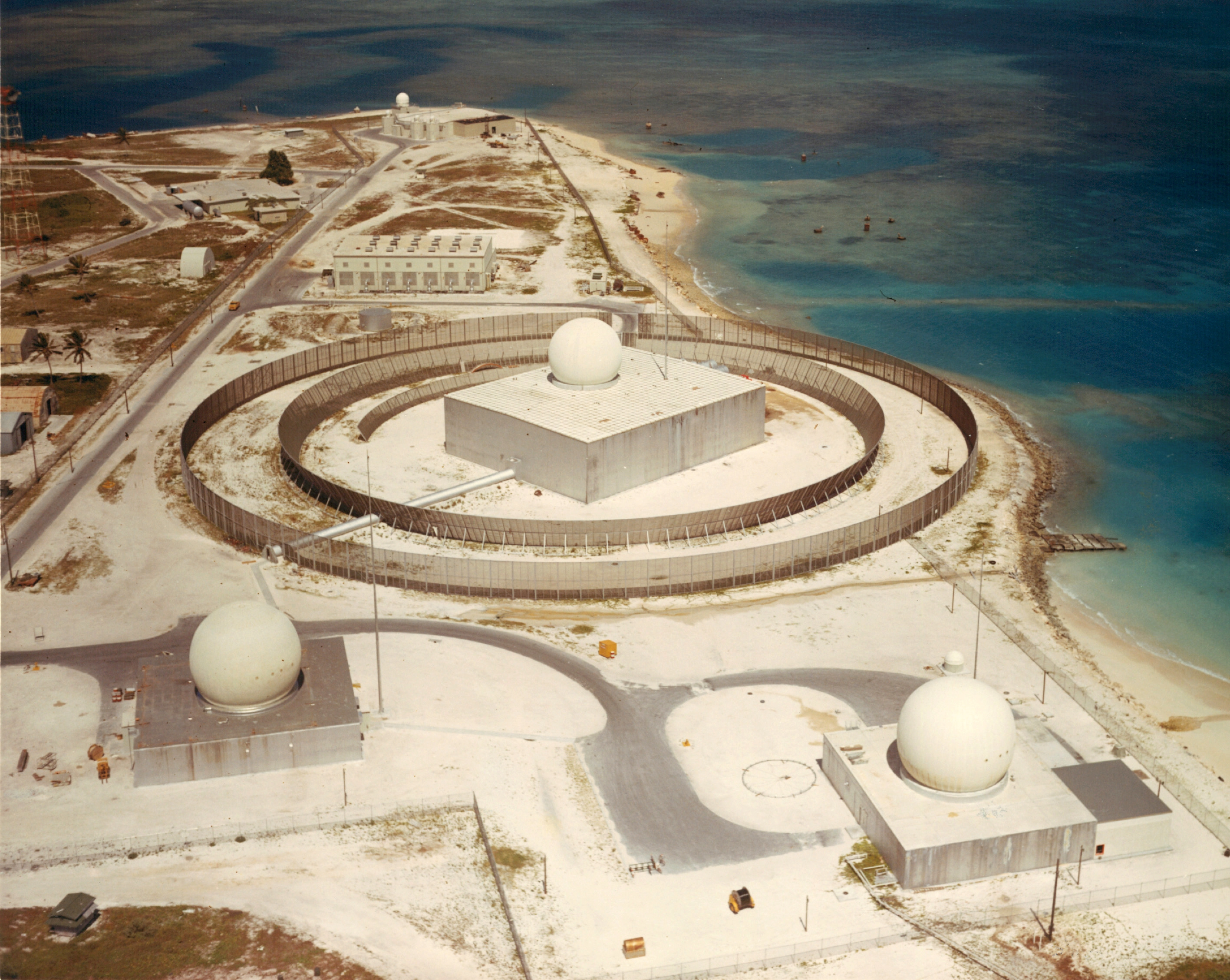
Deux radars TTR sont en bas de la photo, le radar ZDR se trouve au centre. Les radars MTR se trouvent sur le bâtiment situé à l'arrière plan.

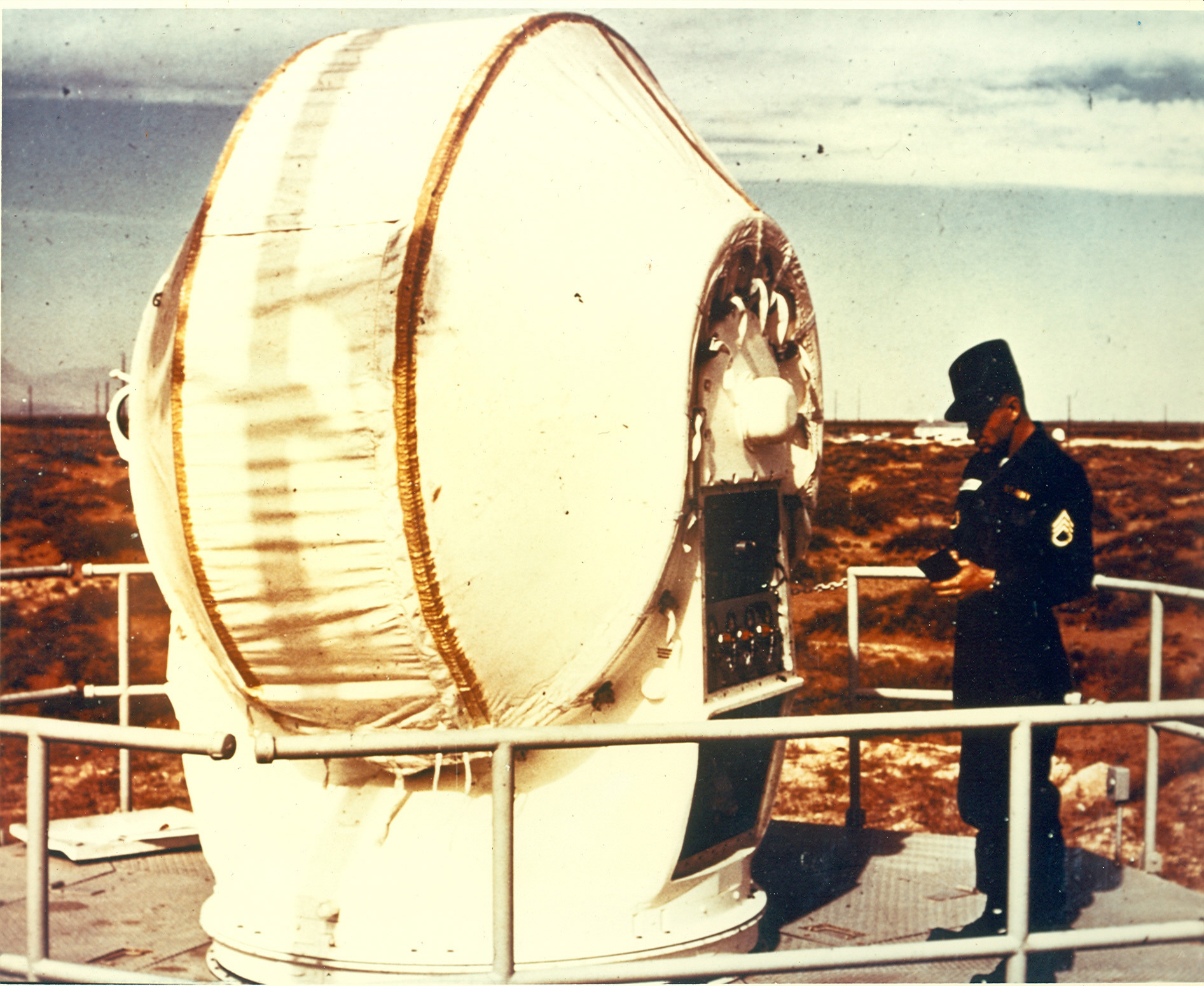
Les MTR étaient très petits, puisqu'ils recevaient les puissants signaux émis par un transmetteur du missile. Leur protection contre les éléments était assurée par un simple revêtement en tissu.

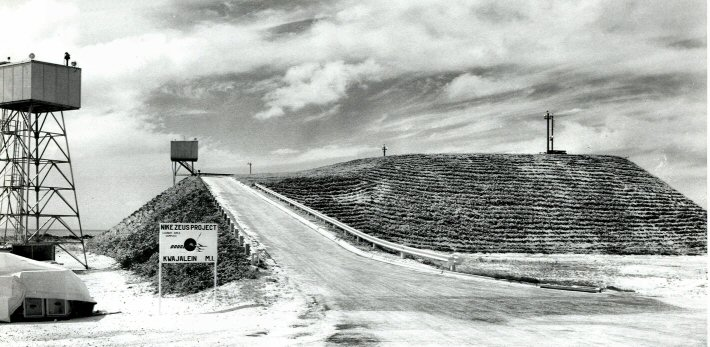
Photo du "Mont Olympe", le complexe de lancement Nike-Zeus situé sur l'île de Kwajalein. La colline artificielle permettait d'installer des silos Zeus complets sur la terre ferme à seulement quelques mètres du niveau de la mer.

Les données acquises par les radars ZAR étaient transmises à la batterie Zeus appropriée, chaque ZAR étant capable de transmettre ses données à dix batteries. Chaque batterie était autonome après le transfert, y compris les radars, ordinateurs et missiles nécessaires pour réaliser une interception. Dans le cadre d'un déploiement type, un Zeus Defense Center pouvait être connecté à un nombre de batteries allant de trois à six, déployées sur une distance pouvant atteindre 160 kilomètres.
Les cibles désignées par le ZAR étaient alors illuminées par le Zeus Discrimination Radar (ZDR, aussi connu sous le nom de Decoy Discrimination Radar, DDR ou DR). Le ZDR réalisait une image de tout le nuage en utilisant un signal modulé qui permettait au receveur de déterminer correctement la distance à l'intérieur du nuage. La résolution était d'environ 75 mètres. Puisque le signal enveloppait tout le nuage, il devait être très puissant ; il produisant des pulsations de 40 MW toutes les 2 microsecondes, dans la bande L entre 1 270 et 1 400 MHz. Pour faire en sorte qu'aucun signal ne soit perdu en balayant des zones vides, le ZDR utilisait un réflecteur Cassegrain qui surveillait constamment la zone occupée par le nuage.
Les données du radar ZDR était transmises au All-Target Processor (ATP), qui pouvait traiter jusqu'à 625 objets dans un nuage. Jusqu'à 50 de ces objets pouvaient être sélectionnés pour être l'objet d'un traitement complémentaire dans le Discrimination and Control Computer (DCC), qui réalisait des tests supplémentaires sur ces signaux et attribuait à chacun d'eux la probabilité d'être une ogive ou un leurre. L'ordinateur DCC pouvait réaliser 100 tests différents. Pour les signaux extra-atmosphériques, les tests permettaient d'identifier les objets basculant sur eux-mêmes de même que les variations de force des signaux dues aux changements de fréquence. A l'intérieur de l'atmosphère, la méthode principale consistait à examiner la vélocité des objets afin de déterminer leur masse.
Les cibles ayant une forte probabilité d'être des ogives étaient alors transmises au Battery Control data Processor (BCDP), qui sélectionnait les missiles et les radars destinés à l'attaque. Ceci commençait par l'affectation d'un Target Tracking Radar (TTR) à une cible transmise par le DCC. Les radars TTR opéraient dans la bande C (de 5 250 à 5 750 MHz), avec une puissance de 10 MW, ce qui leur permettait de suivre une cible présentant une surface de 0,1 m2 à 560 kilomètres, une distance que l'on espérait doubler en utilisant de nouveaux receveurs basés sur la technologie maser. Une fois les cibles désignées et l'ordre de tir reçu, le BCDP sélectionnait des missiles disponibles pour le tir et affectait un Missile Tracking Radar (MTR) pour les suivre. Ces radars étaient beaucoup plus petits que les TTR et opéraient dans la bande X (entre 8 500 et 9 600 MHz) ; ils utilisaient un transpondeur installé sur le missile, ce qui leur permettait de n'utiliser seulement que 300 kW pour suivre le missile jusqu'à 370 kilomètres de distance. La grande variété de fréquences disponibles permettait d'utiliser jusqu'à 450 radars MTR dans un seul Defense Center. Les informations produites par les radars ZDR, TTR et MRT étaient toutes fournies au Target Intercept Computer (TIC), qui gérait les interceptions. Celui-ci utilisait une mémoire à twistors pour la ROM et une mémoire à tores magnétiques pour le RAM. Les commandes de guidage étaient transmises en vol par modulation du signal MTR.
Une batterie type consistait un seul radar DR, trois radars TTR, deux ordinateurs TIC pilotant six radars MTR, et 24 missiles. Dans sa formation de base, la batterie pouvait attaquer trois ogives en même temps, en utilisant normalement deux missiles par salve au cas où un missile tombe en panne pendant le vol. Une batterie renforcée incluait trois radars DR, dix radars TTR, six ordinateurs TIC pilotant dix-huit radars MTR et 72 missiles.
On estimait que le radar ZAR prendrait 20 secondes pour identifier des trajectoires et transmettre une cible à un des radars TTR, et que les missiles prendraient 25 secondes pour atteindre l'objectif. Avec ce rythme de salves, on estimait qu'une installation complète de Zeus serait capable d'attaquer 14 ogives "nues" par minute. Le taux de salves contre des ogives et des leurres n'est pas connu, mais il dépendait plus du taux de traitement par le ZDR que d'une limite physique. La distance d'interception était normalement de 139 kilomètres en raison des limites de la précision, puisqu'au delà de cette distance les missiles ne pouvaient pas être guidés avec suffisamment de précision pour les faire parvenir à distance létale (240 mètres) d'une ogive blindée.

### Les missiles Zeus

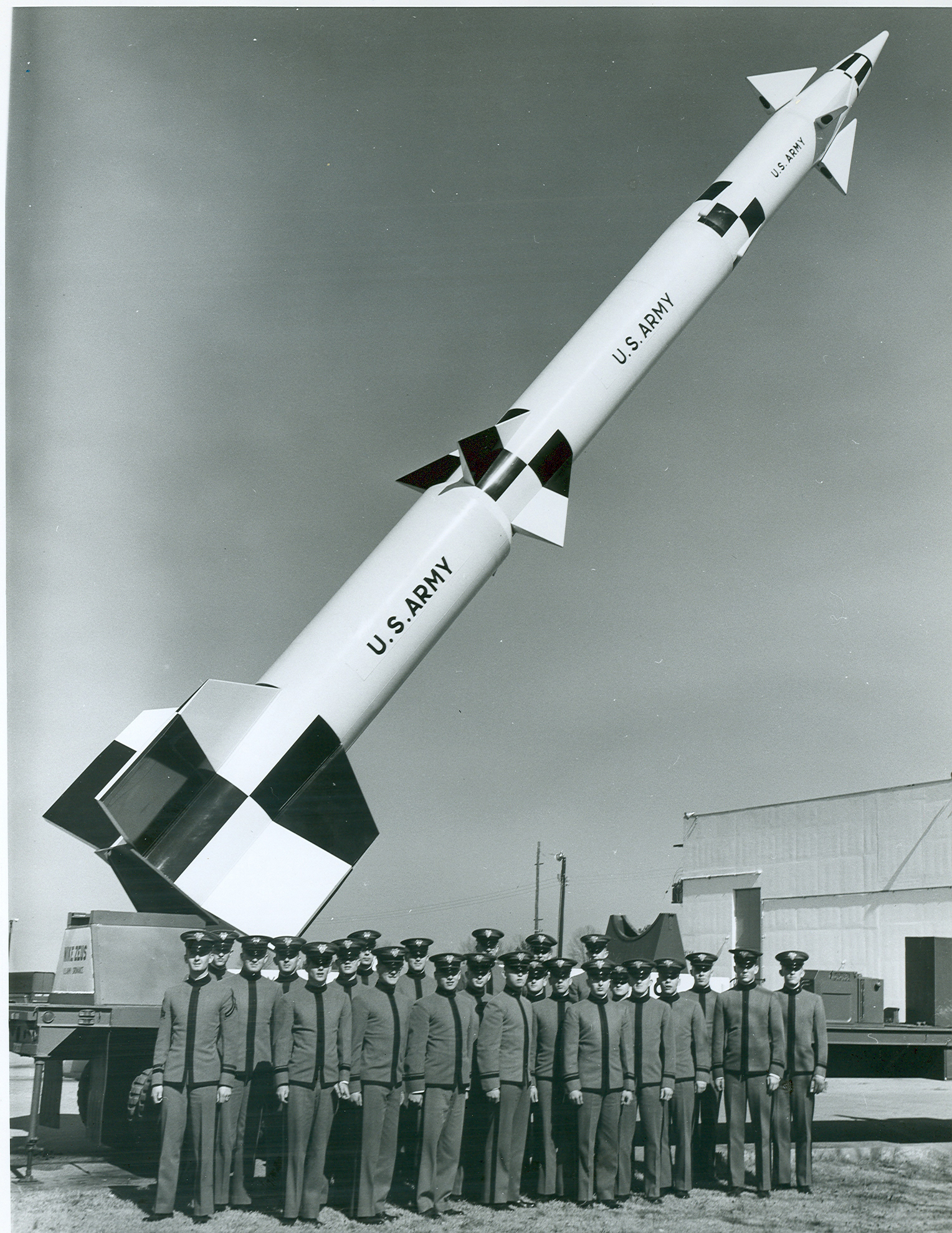
Des cadets de West Point posent devant un Zeus B à White Sands. Les trois étages du missile apparaissent clairement, de même que les détails des propulseurs mobiles de l'étage supérieur.

Le missile d'origine, le Zeus A, était similaire au missile Hercule d'origine, mais disposait d'un dispositif de contrôle modifié ainsi que d'éjecteurs de gaz pour manœuvrer à haute altitude, où l'atmosphère est trop raréfiée pour que des surfaces aérodynamiques soient efficaces. L'intercepteur Zeus B était plus long, avec 14,6 mètres ; sa largeur était de 2,44 mètres et son diamètre de 0,91 mètre. Les modèles B étaient lancés à partir de silos, d'où la modification de leur désignation de MIM (missile mobile lancé à partir de la surface) en LIM (missile lancé à partir d'un silo). Puisque le missile était conçu pour intercepter ses cibles dans l'espace, il n'avait pas besoin des grands ailerons utilisés pour manœuvrer le modèle A. A la place, il présentait un troisième étage équipé de petits éjecteurs de gaz lui permettant de manœuvrer dans l'espace. Le Zeus B avait une portée maximum de 400 kilomètres et pouvait atteindre une altitude de 320 kilomètres.
Le Zeus A était conçu pour attaquer les ogives au moyen d'effets de choc, tout comme le Hercule, et était équipé d'une tête nucléaire relativement petite. Comme les exigences en matière de portée et d'altitude augmentaient, de même qu'une meilleure compréhension des effets des armes à haute altitude, il était prévu que le Zeus B attaquerait ses cibles au moyen de la production de neutrons. Le principe était que la tête nucléaire de l'intercepteur produirait un nombre énorme de neutrons à haute énergie (principe similaire à celui de la bombe à neutrons), dont certains frapperaient l'ogive ennemie. Ceci déclencherait un processus de fission à l'intérieur de l'ogive nucléaire, lequel produirait rapidement une chaleur suffisamment élevée pour que le "primaire" fonde - c'est en tout cas ce qui était espéré -. Afin de réaliser cet objectif, le Zeus était équipé d'une W50, une ogive de 400 kilotonnes conçue pour émettre un maximum de radiations, et devait manœuvrer dans un rayon de 1 kilomètre autour de l'ogive cible. Contre des cibles blindées, le rayon d'action de la tête nucléaire du Zeus ne dépassait pas 240 mètres.

## Spécifications
Diverses sources mentionnent au moins cinq modèles de Zeus : A, B, C, S et X2, ce dernier étant devenu le Spartan. Aucune de ces sources ne liste explicitement les différences entre ces modèles dans un seul tableau. Certaines sources semblent confondre les mesures relatives aux Zeus A, B et Spartan. Les chiffres relatifs au A et au Spartan émanent de l'US Strategic and Defensive Missile Systems 1950–2004, ceux relatifs au B de l'histoire des laboratoires Bell.
| Nom                  | Nike Zeus A                 | Nike Zeus B                 | Spartan (LIM-49A)           |
| Dénomination d'usine | DM-15A                      | DM-15 B, (C?), S            | DM-15X2                     |
| -------------------- | --------------------------- | --------------------------- | --------------------------- |
| Longueur             | 13,5 m                      | 15,3 m                      | 16,8 m                      |
| Diamètre             | 0,91 m                      | 0,91 m                      | 1,09 m                      |
| Envergure            | 2,98 m                      | 2,44 m                      | 2,98 m                      |
| Masse                | 4 980 kg                    | 10 977 kg                   | 13 100 kg                   |
| Vitesse maximum      | Mach 4 (environ 4 900 km/h) | Mach 4 (environ 4 900 km/h) | Mach 4 (environ 4 900 km/h) |
| Portée               | 320 km                      | 400 km                      | 740 km                      |
| Plafond              | (pas d'information)         | 280 km                      | 560 km                      |
| Booster              | Thiokol TX-135 1 800 kN     | Thiokol TX-135 2 000 kN     | Thiokol TX-500 2 200 kN     |
| Second étage         | (pas d'information)         | Thiokol TX-238              | Thiokol TX-454              |
| Troisième étage      | Aucun                       | Thiokol TX-239              | Thiokol TX-239              |
| Tête nucléaire       | W31 (25 kt)                 | W50 (400 kt)                | W71 (5 Mt)                  |